# Neustadt in Holstein

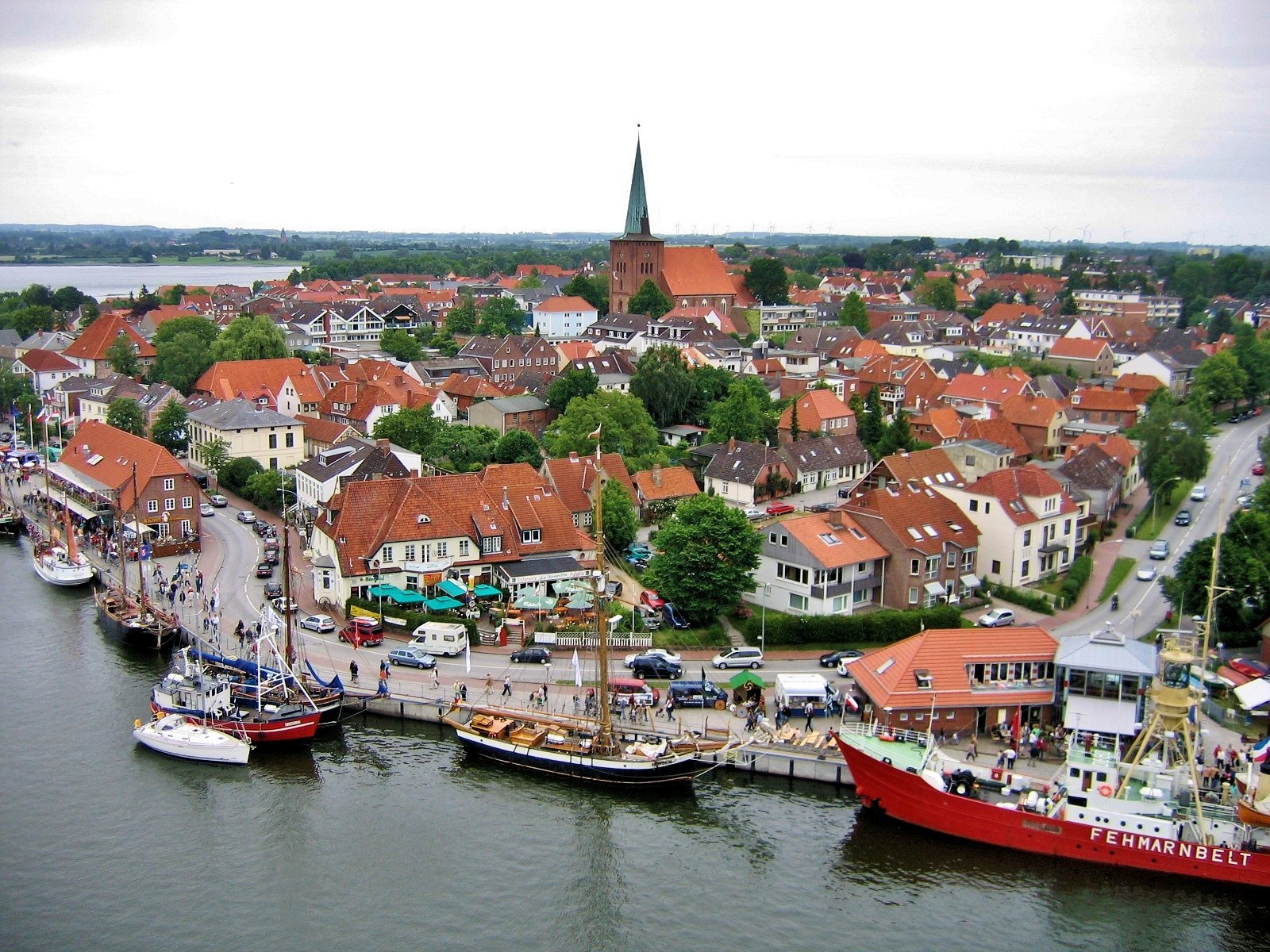
Neustädter Innenstadt

Neustadt in Holstein (niederdeutsch: Niestadt in Holsteen) ist eine Kleinstadt im Kreis Ostholstein in Schleswig-Holstein. Gegründet wurde sie bereits um 1239 vom Schauenburger Grafen Adolf IV. von Holstein und erhielt im Jahre 1244 lübsche Stadtrechte, was fälschlicherweise als Stadtgründung gesehen wird. Neustadt in Holstein war ehemals für seine Hafenanlagen bekannt, heute ist es Reiseziel vieler Touristen und dient als Erholungs- und Kulturort.

## Geografie
Neustadt in Holstein ist eine Hafenstadt in Wagrien an der Lübecker Bucht (Ostsee), 32 km nördlich von Lübeck und 67 km südöstlich von Kiel. In der Nähe liegende größere Orte sind an der Lübecker Bucht im Süden Sierksdorf und Scharbeutz, im Osten Grömitz, ferner westlich liegend Rogerfelde, ein Ortsteil der Gemeinde Altenkrempe und nordöstlich Merkendorf, ein Ortsteil der Gemeinde Schashagen.

### Natur
Nordwestlich der Stadt befindet sich das Naturschutzgebiet Neustädter Binnenwasser, ein Brackwassersee mit angrenzenden Salzwiesen. Neustadt ist von vielen Äckern mit Knicks umgeben.

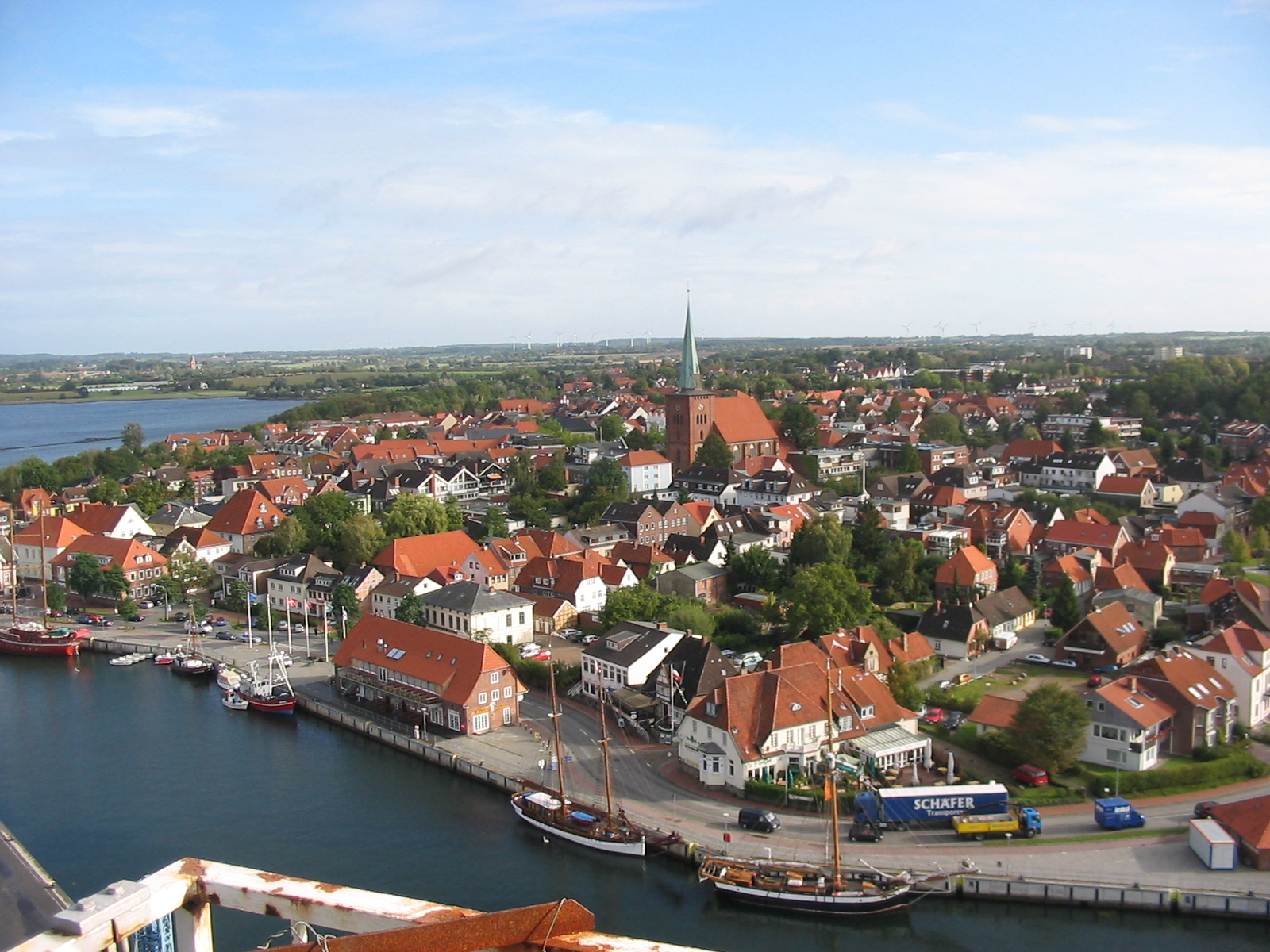
Übersicht Hafen, Altstadt und Kirche

### Stadtteile
Neustadt in Holstein gliedert sich in die Stadtteile Neustadt, Pelzerhaken und Rettin.
Pelzerhaken liegt etwa 4 km südöstlich der Kernstadt. Es ist durch sein unbebautes direktes Hinterland und seine Nähe zum Strand geprägt. Pelzerhaken bietet Urlaubsgästen circa 2200 Übernachtungsmöglichkeiten, die meisten davon auf Campingplätzen. Das frühere Gelände der Bundeswehr wird zum Bau von Ferienhäusern genutzt.
Die Rettiner Wiesen trennen Pelzerhaken von Rettin im Osten. Rettin ist ebenfalls touristisch geprägt und verfügt über Sandstrände, Ferienwohnungen, Campingplätze sowie eine Mini-Golf-Anlage.

### Nachbargemeinden
| Kasseedorf             | Altenkrempe                                 | Schashagen, Grömitz |
| Süsel                  | Kompassrose, die auf Nachbargemeinden zeigt | (Lübecker Bucht)    |
| Sierksdorf, Scharbeutz | Timmendorfer Strand, Niendorf               | (Lübecker Bucht)    |

## Geschichte

### 13. Jahrhundert

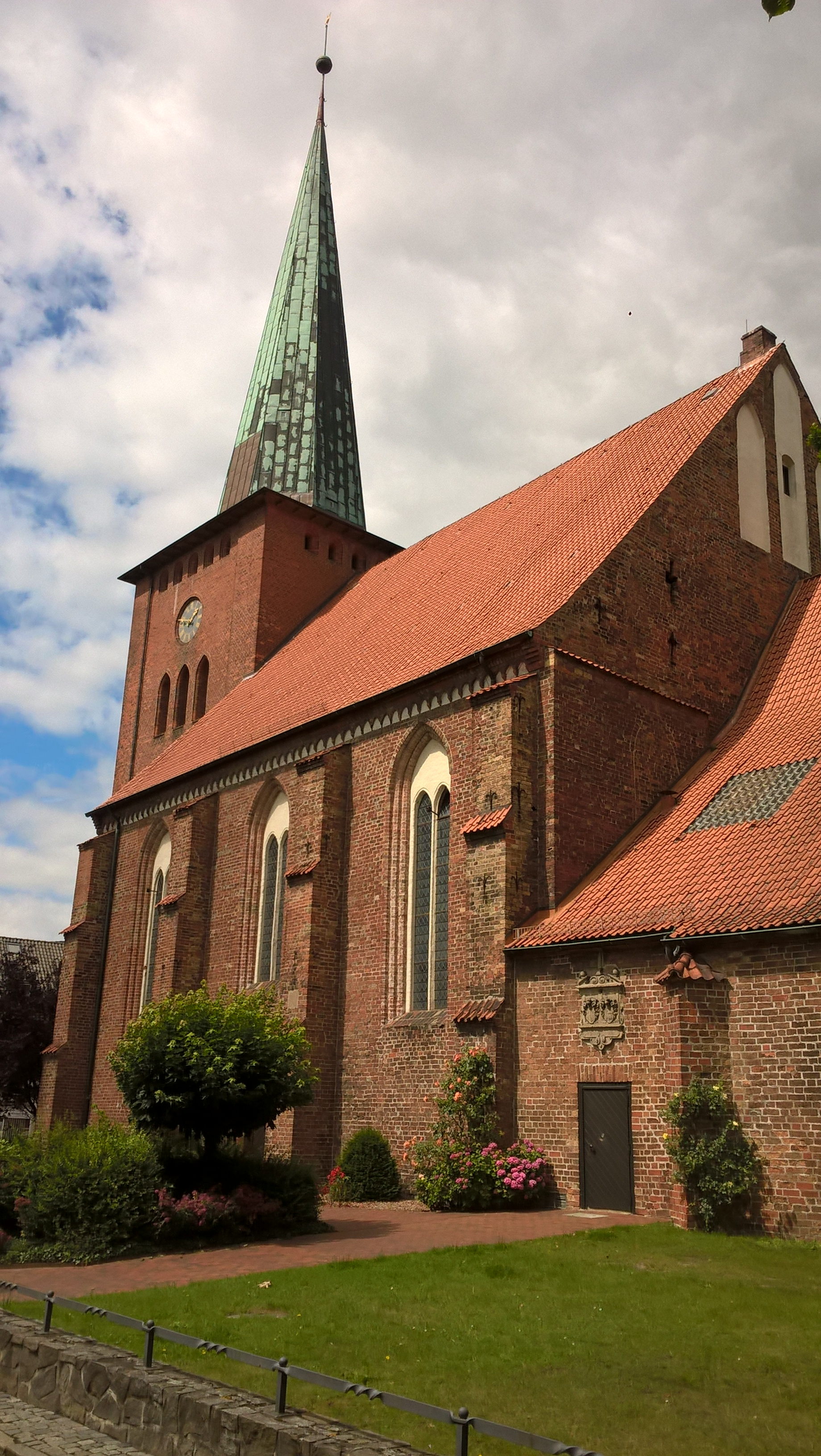
Stadtkirche Neustadt, Südseite

Um 1140 unterwarf Graf Adolf II. von Schauenburg das slawische Ostholstein mit militärischer Gewalt. Die fortschreitende Besiedlung im südlichen Teil Wagriens im 13. Jahrhundert und die Erschließung des bäuerlichen Hinterlands erforderten dann die Gründung wirtschaftlicher Mittelpunkte und den Zugang zum Ostseehandelsverkehr. Hierzu zählen die von Graf Adolf IV. von Schauenburg im Jahr 1244 gegründeten Neusiedlungen Neustadt (als Nighestad von Altenkrempe) und Kiel. Altenkrempe liegt landeinwärts am flachen Binnenwasser.
Neustadt (21 ha Bebauungsfläche) und Kiel (17 ha) wurden nach einem gleichen Schema – ähnlich wie bereits für Lübeck (107 ha) – ausgeführt. In der Ortsmitte befinden sich die Kirche und der Marktplatz, von denen rechtwinklige Straßen abgingen. Zur Verteidigung wurden die Siedlungen von einer Mauer und einem äußeren Befestigungsring umschlossen. Bei der Standortwahl nutzte man Geländegegebenheiten zum Schutz der Siedlung, für Neustadt das angrenzende Binnenwasser und seine Verbindung zur Ostsee, dem heutigen Hafen.
Die ehemalige Siedlungsstruktur von Neustadt mit der Stadtkirche, dem Marktplatz und den anbindenden Straßen ist heute noch weitgehend erhalten. Die Grabenstraße, Waschgrabenallee, Schiffbrücke, „Untere Querstraße“, „Am Binnenwasser“ und der Haakengraben umschließen (im Uhrzeigersinn) die ehemals mittelalterliche Siedlung. Von der alten Stadtbefestigung und den drei Stadttoren ist nur noch das nördliche Kremper Tor am Haakengraben übrig geblieben. Die beiden anderen Tore befanden sich im Westen an der Schiffbrücke mit dem Brücktor und im Osten an der Hochtorstraße mit dem Hochtor.
Der Gründungsvorgang ist in der alten Stadtchronik in niederdeutscher Fassung überliefert und lautet in hochdeutscher Übersetzung: „Der ehrbare Fürst und seine Ratgeber halfen mit, die Straßen, Hausstätten, den Kirchhof und Markt dieser Stadt anzulegen sowie den Befestigungsring rundherum, und er gebot den Einwohnern der Umgebung, dass sie den Wallgraben mit aushoben, was sie auch taten.“ Danach übergab der Graf den Einwohnern der neuen Stadt eine Urkunde, wonach sie und alle ihre Nachkommen das Stadtrecht lübischer Art besitzen sollten.

### 14. bis 16. Jahrhundert

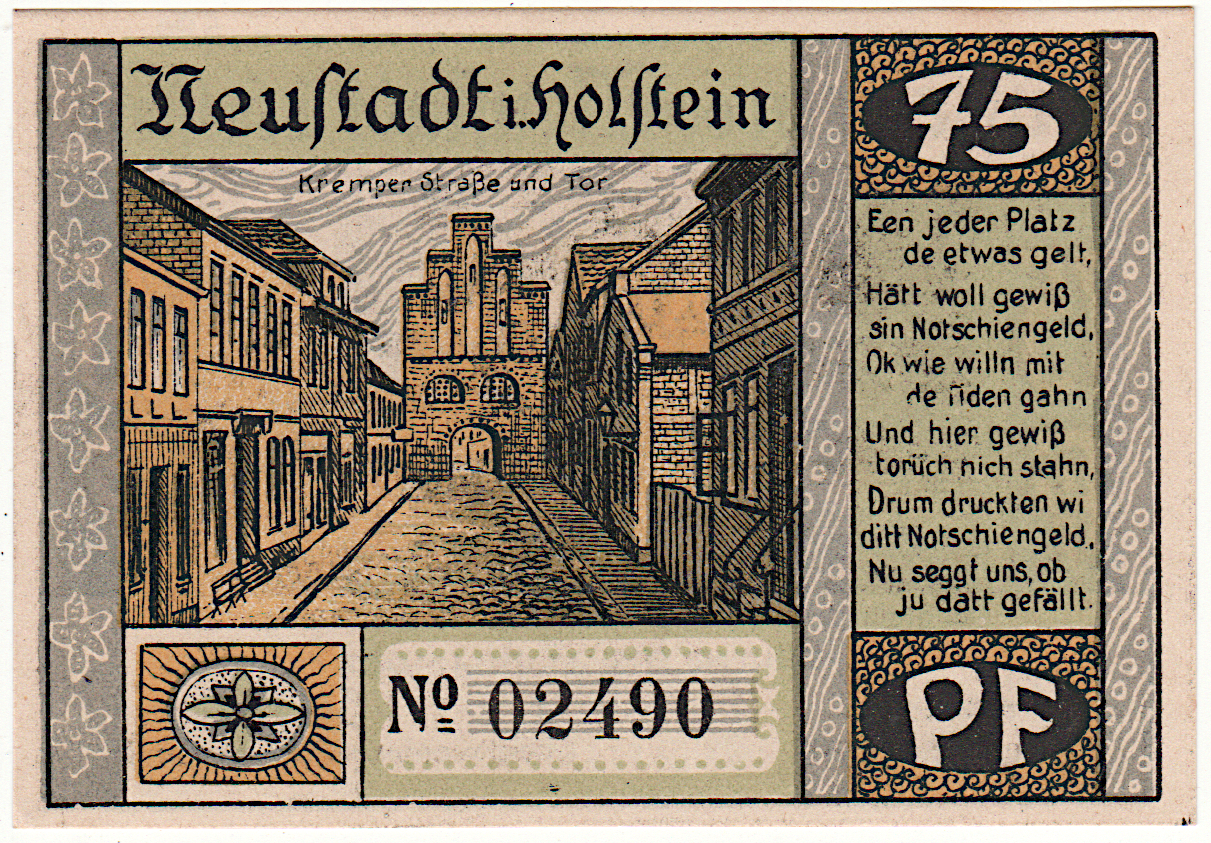
Die Kremper Straße mit dem Kremper Tor auf einem Notgeldschein von 1921.

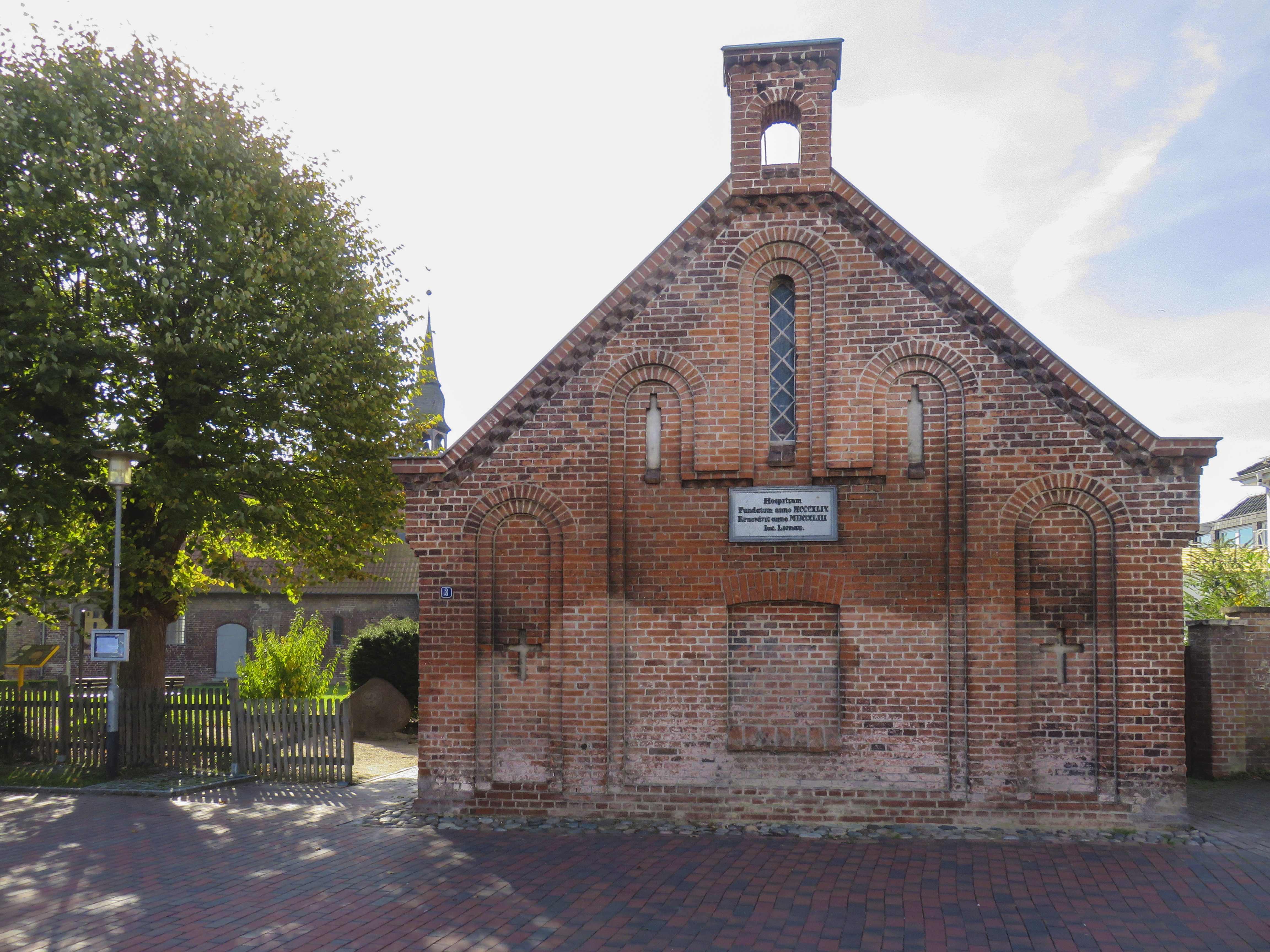
Hospital zum Heiligen Geist – Gebäudeinschrift:
„Hospitalgründung: MCCCXLIV (1344) Wohngebäude: MDCCCLIII (1853) durch Jacob Lienau“

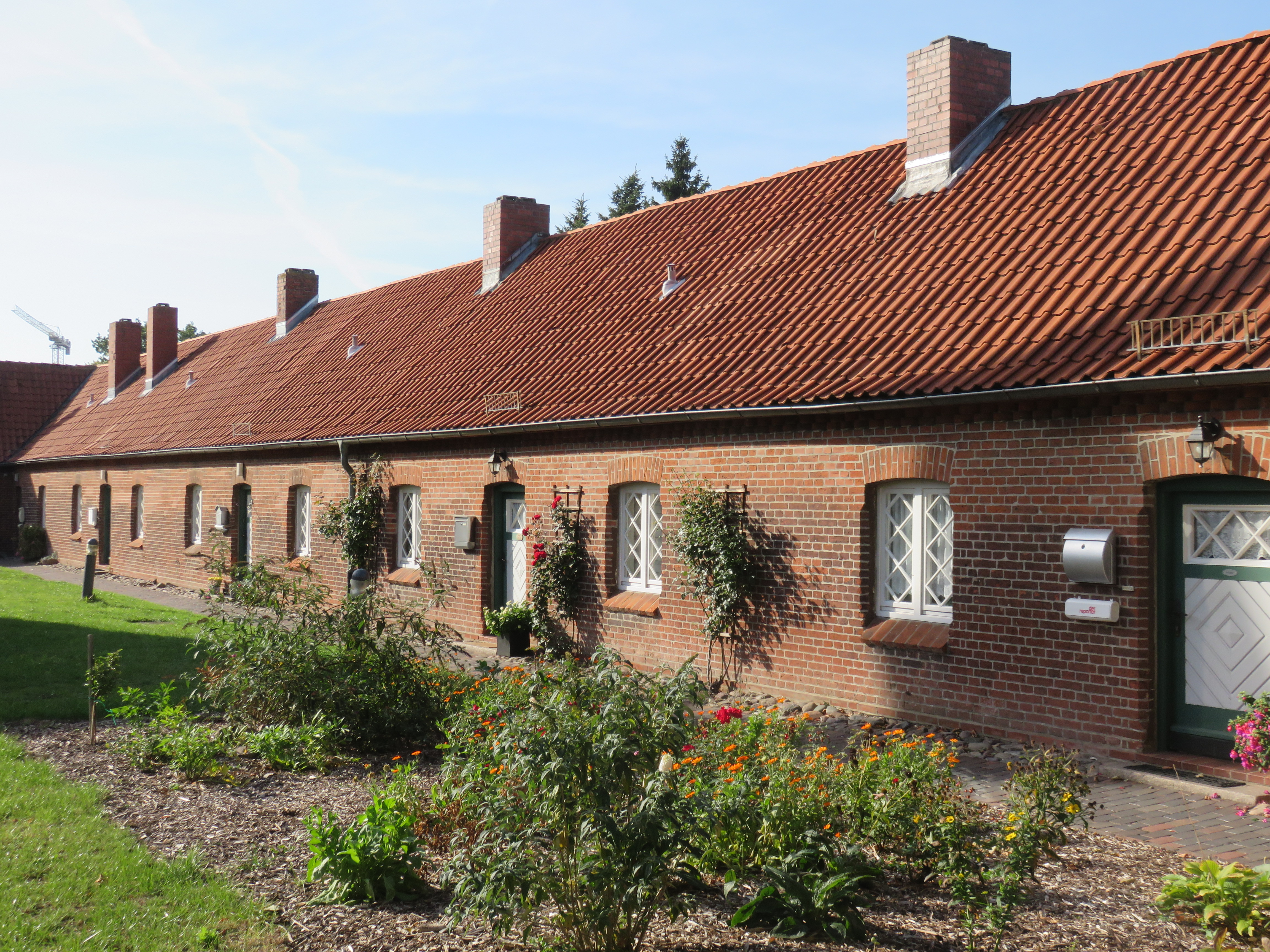
Hospital zum Heiligen Geist – Wohntrakt

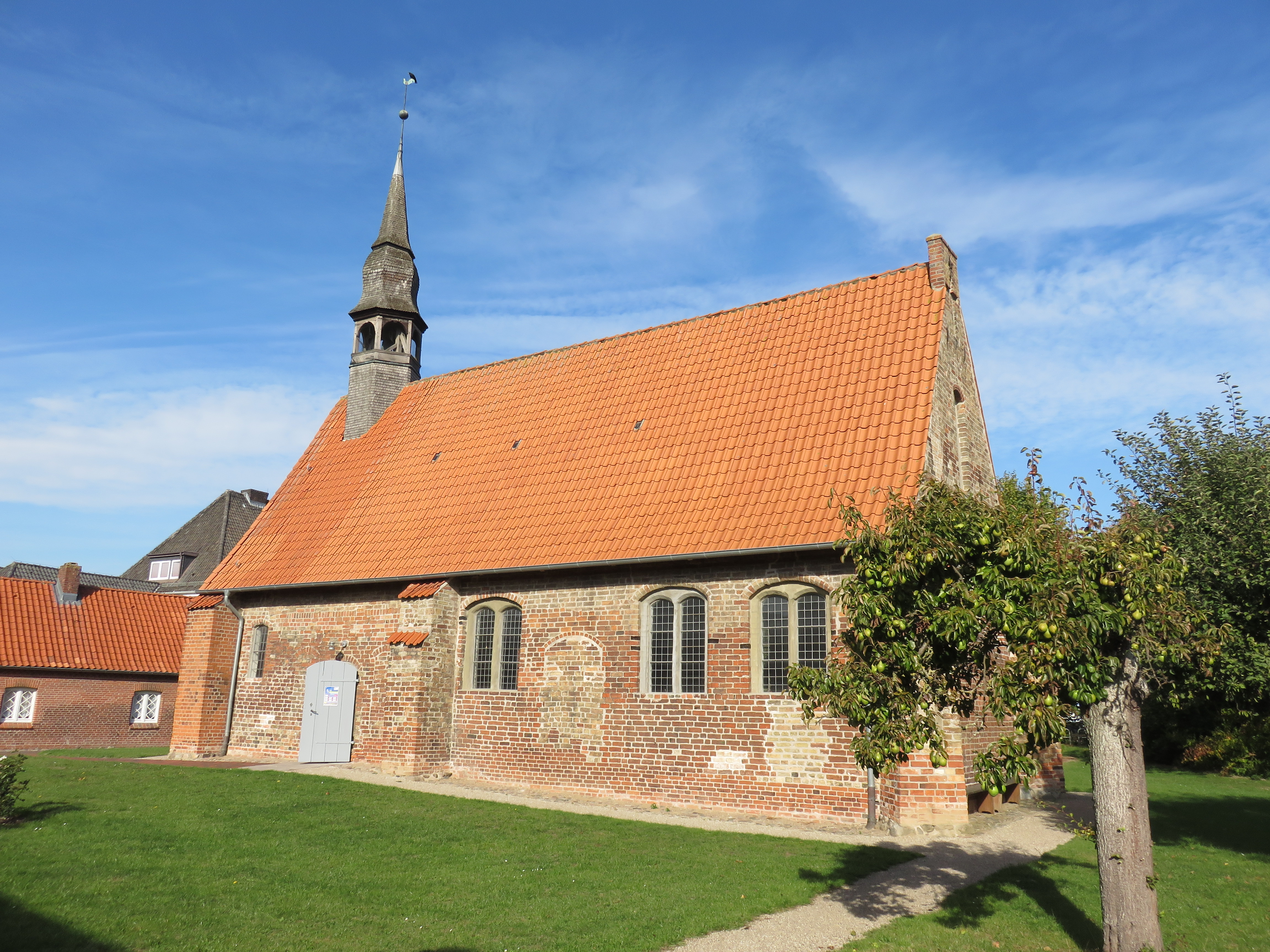
Hospitalkirche

Im Jahre 1344 wurde Auf dem Holm an der Schiffbrücke vor der Stadt das Hospital zum Heiligen Geist nach dem Vorbild des Heiligen Geist-Hospitals zu Lübeck errichtet. Es diente der Aufnahme durchziehender armer und erkrankter Pilger, die auf dem Weg zum Kloster Cismar waren, wo sie sich von den dortigen Reliquien heilkräftige Wirkungen erhofften.
Die ersten Bauten aus Lehmwänden auf dem Hospitalgelände waren 1408 ein großes Herbergshaus sowie eine kleinere, massive Saalkirche (Hospitalkirche), die heute noch existiert und 1990 und 2005 umfangreich saniert wurde. Das Herbergshaus wurde 1627 durch Tillys Truppen schwer beschädigt und danach nicht wieder aufgebaut.
Das Hospital entwickelte sich im Laufe der Zeit zu einem Armenhaus für Neustädter Bürger. 1418 richtete es auch ein „Sekenhus“ (Siechenhaus für arme und alte Leute) ein.
Im Jahre 1853 wurde auf dem Gelände des Hospitals ein Wohntrakt mit 21 Wohnungen für bedürftige Bürger durch Spenden Neustädter Bürger errichtet, der heute noch existiert. Durch Zusammenlegung von jeweils zwei Einzelwohnungen entstanden 1987 zehn modernisierte Wohnungen, die heute noch von bedürftigen Bürgern der Stadt bewohnt werden. Eine Wohnung wurde im ursprünglichen Zustand als Museum belassen.
Die Stadtentwicklung erlebte mehrere schwere Schicksalsschläge, 1350 wütete die Pest; in den Jahren 1391, 1399, 1419 und 1425 brachen wiederholt Feuer aus, die ganze Stadtbereiche zerstörten. 1623 brach erneut die Pest aus.
Bereits zur Hansezeit stellte der Hafen von Neustadt einen wichtigen Anlaufhafen für holländische und dänische Schiffe dar. Schiffe der Hanse (universi mercatori hanseanum theutonicae) liefen den Neustädter Hafen nur selten an, weil Neustadt nicht zur Hanse gehörte, obwohl es lübsches Recht hatte. Dieses machte die Stadt für holländische Kauffahrer und für die Vitalienbrüder interessant, weil sie keine Stapelrechte beachten mussten. Die Haupteinnahmequellen von kleinen Dörfern wie dem nur 15 Kilometer entfernt gelegenen Grömitz waren die Landwirtschaft (gestützt durch das Kloster Cismar) und die Fischerei. Auch leisteten Ortschaften wie Grömitz einen bescheidenen Anteil an einem der Haupthandelsgüter – gesalzener Hering in Fässern, der aus dem Neustädter Hafen exportiert wurde. Seit 1474 besteht in Neustadt die älteste Fischerinnung Deutschlands.
In einem Schreiben vom 26. Juli 1420 des Lübecker Rats wurden die Neustädter beschuldigt, mit Seeräubern im Bunde zu stehen, 200 Seeräubern Unterschlupf zu gewähren und die Schiffe der Kaperer auszurüsten. In drei Tagen hätten die Seeräuber zehn Schiffe mit hansischen Gütern erbeutet. Im September 1420 lag ein ausgeraubtes Lübecker Schiff im Neustadter Hafen.
Im Oktober 1509 wurde die Stadt von Lübecker und Travemünder Seeräubern ausgeraubt.

### 17. und 18. Jahrhundert

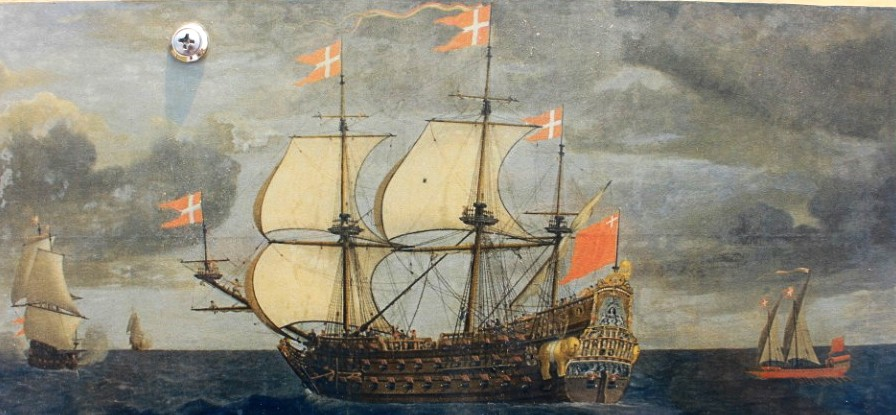
Die Frederic III

Im Jahre 1623 wurde die Stadt erneut von der Pest heimgesucht.
Dann, 1638, war der Beginn einer bedeutenden Werftkarriere am Standort Neustadt (siehe Neustädter Schiffswerften), Albert Baltzer Berns und Gabriel Marselis erhielten am 27. Oktober 1639 vom dänischen König Christian IV. einen Auftrag zum Bau mehrerer Kriegsschiffe für die dänische Marine. Der große Holzbedarf für den Bau der Schiffe – ein mittelgroßes Kriegsschiff benötigte 4000 ausgewachsene Eichenstämme – konnte durch das holzreiche Hinterland von Neustadt gedeckt werden. Das größte an die dänische Krone gelieferte Schiff war die 1649 ausgelieferte Frederik III (nach König Friedrich III. benannt), die mit 86 bis 100 Kanonen bestückt und 500 Mann besetzt war.
Diese Entwicklung rief die schwedischen Machthaber, die potentiellen Feinde der dänischen Krone, auf den Plan. Während des Torstenson-Krieg von 1643 bis 1645 griffen die schwedischen Truppen Neustadt im Frühjahr 1644 gegen den heftigen Widerstand der Einwohner an, besetzten die Stadt und zerstörten die Werft. Die beiden im Bau befindlichen Schiffe und die vielen Tausend gelagerten Schiffsplanken nahmen die Schweden als Kriegsbeute mit und brachten sie in die von den Schweden besetzte Stadt Wismar. Im Juli des Jahres wurden die schwedischen Truppen von den Dänen gezwungen, Neustadt zu verlassen. Die von der Stadt erbaute Schanze wurde vor Verlassen der Flotte geschleift.
Die Werft wurde kurz danach wieder aufgebaut und in Betrieb genommen, 1647 wurde erneut ein Kriegsschiff an die dänische Krone ausgeliefert. In den 1650er Jahren übernahm Claus Reimers den Schiffbau und lieferte bis zu seinem Tod im Jahr 1671 weitere Schiffe nach Dänemark. Für seine Verdienste für die Stadt wurde sein Name auf dem großen Messingkronleuchter der Stadtkirche eingraviert. Seine Grabplatte in der Hospitalkirche zeigt, dass er nur 51 Jahre alt geworden ist. Im Jahre 1717 wurde das letzte Schiff an die dänische Krone ausgeliefert.

Während des Krieges musste Neustadt sechs Jahre einen dänischen Kriegszoll zahlen. Von August 1675 bis 1679 musste die Stadt Einquartierungs- und andere außergewöhnliche Kosten entrichten. 1711 kehrte die Pest mit verheerenden Folgen zurück. Während des dänischen Krieges von 1713 bis 1720 wurde den verarmten Neustädtern wieder ein hoher Kriegszoll abverlangt. 1750 war die Stadt wieder von einem Großbrand betroffen.

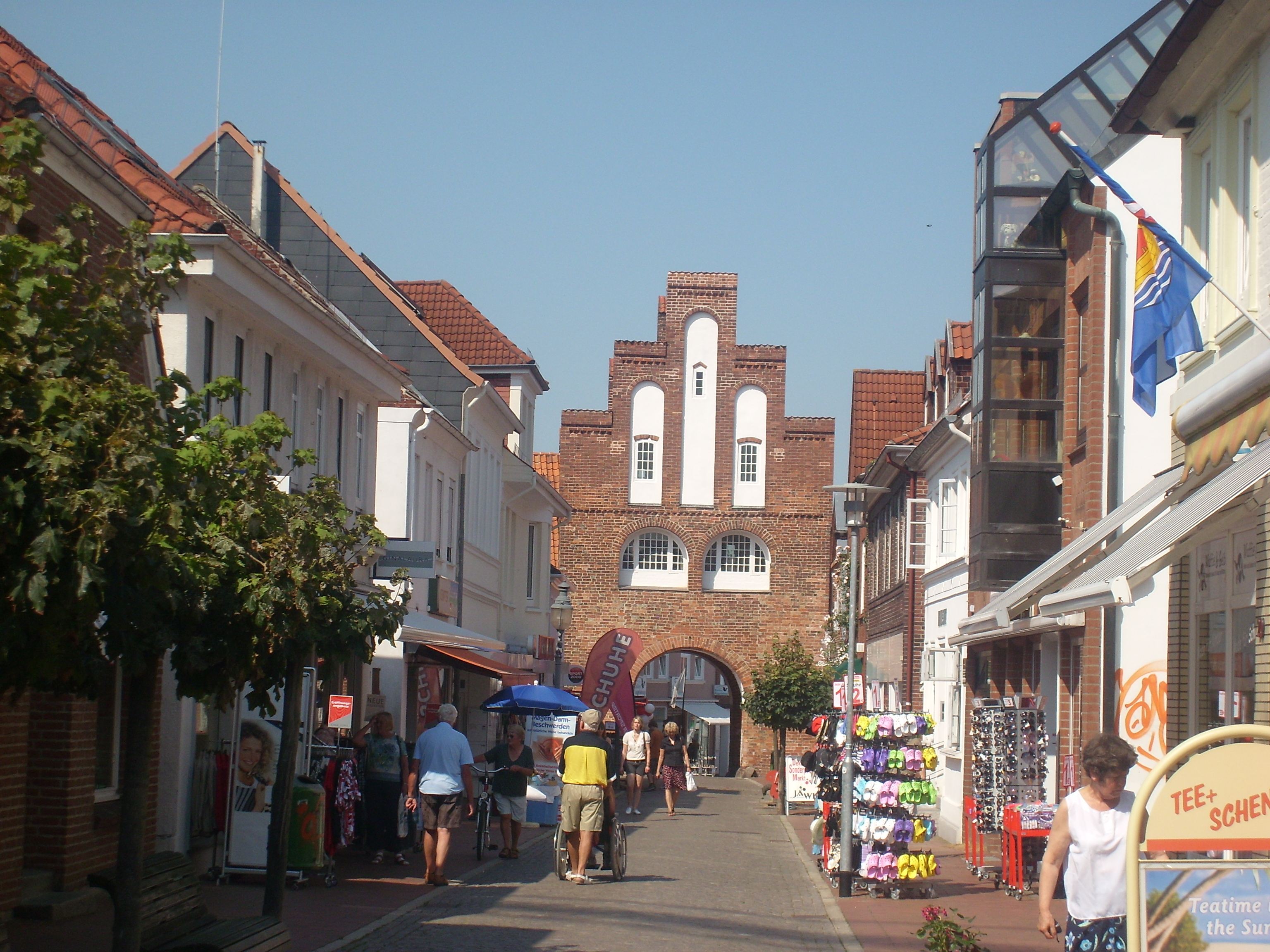
Kremper Straße mit dem Kremper Tor

### 19. bis 21. Jahrhundert

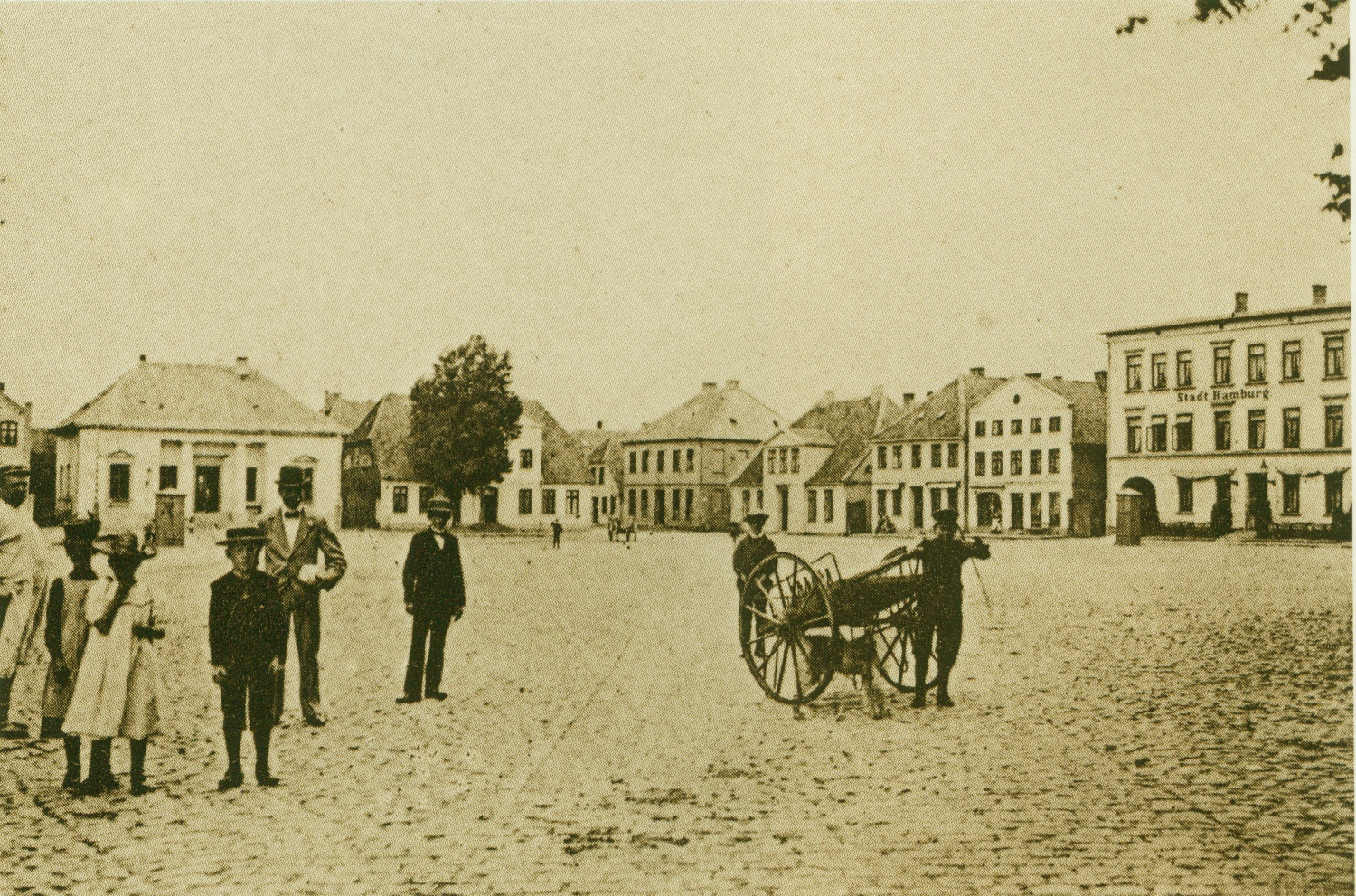
Marktplatz (1895)

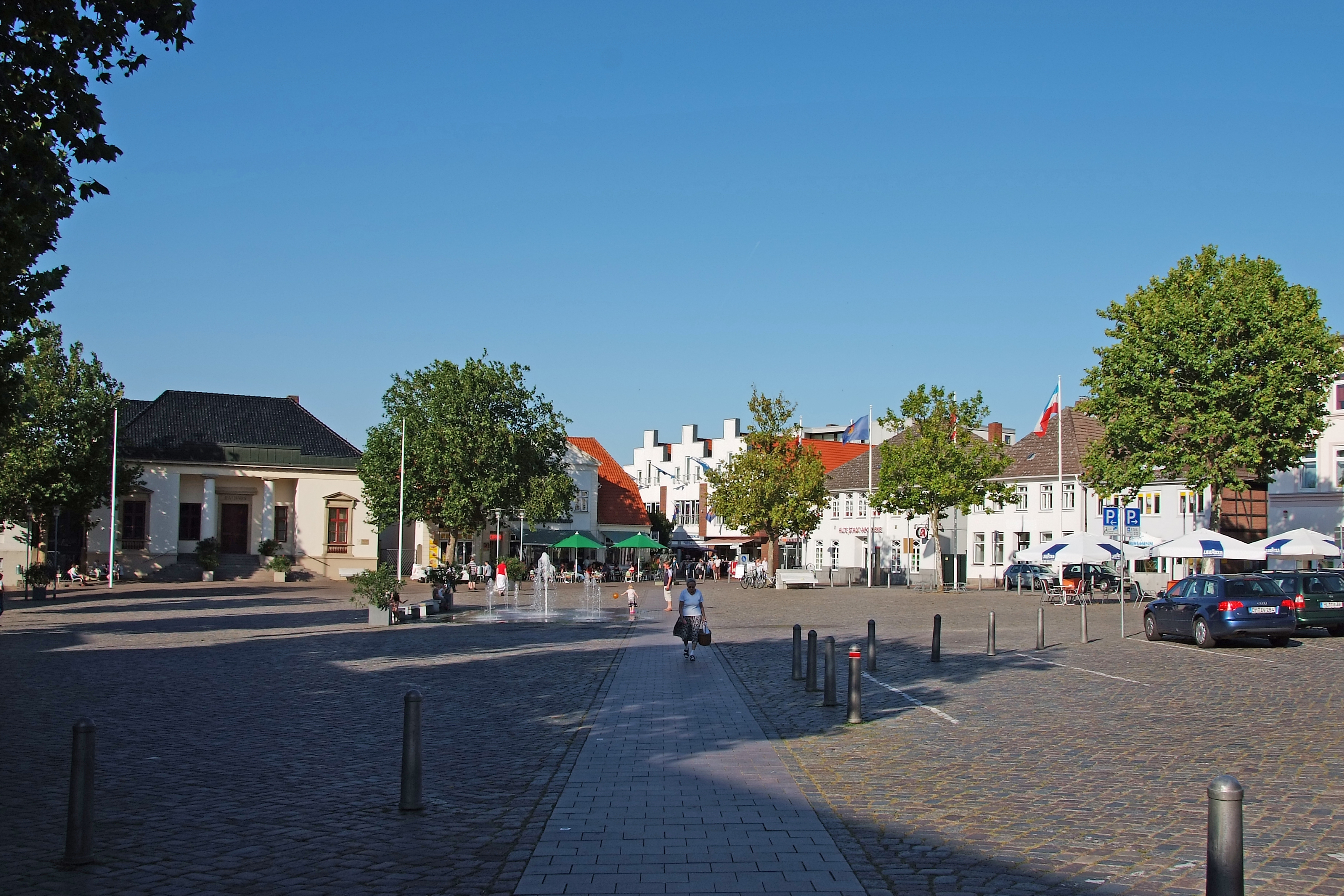
Marktplatz (2009)

Am 28. September 1817 brach erneut ein Feuer aus, das innerhalb von vier Stunden das Rathaus, 129 Wohnhäuser und 128 Scheunen und Stallungen zerstörte. Im Zuge des Wiederaufbaues wurde die Stadt in drei Quartiere unterteilt: Brückstraßen-, Kremperstraßen- und Hochthorstraßen-Quartier. Zu den öffentlichen Gebäuden zählten das Rathaus, das Kremperthor, das Brückenthor sowie die Häuser des Gerichtsdieners, des Pförtners und der Hebamme. Neustadt zählte in dieser Zeit die folgenden Einwohner und Häuser:
| Jahr | Einwohner | Häuser |
| ---- | --------- | ------ |
| 1792 | 1442      | 250    |
| 1835 | 2432      | 270    |
| 1840 | 2647      | 280    |
| 1850 | 3000      | 400    |
| 1900 | 4500      | 500    |
| 1935 | 7000      | 800    |
| 1945 | 13.000    | 1100   |
| 1965 | 15.000    | 2200   |
| 1973 | 16.000    | 2300   |

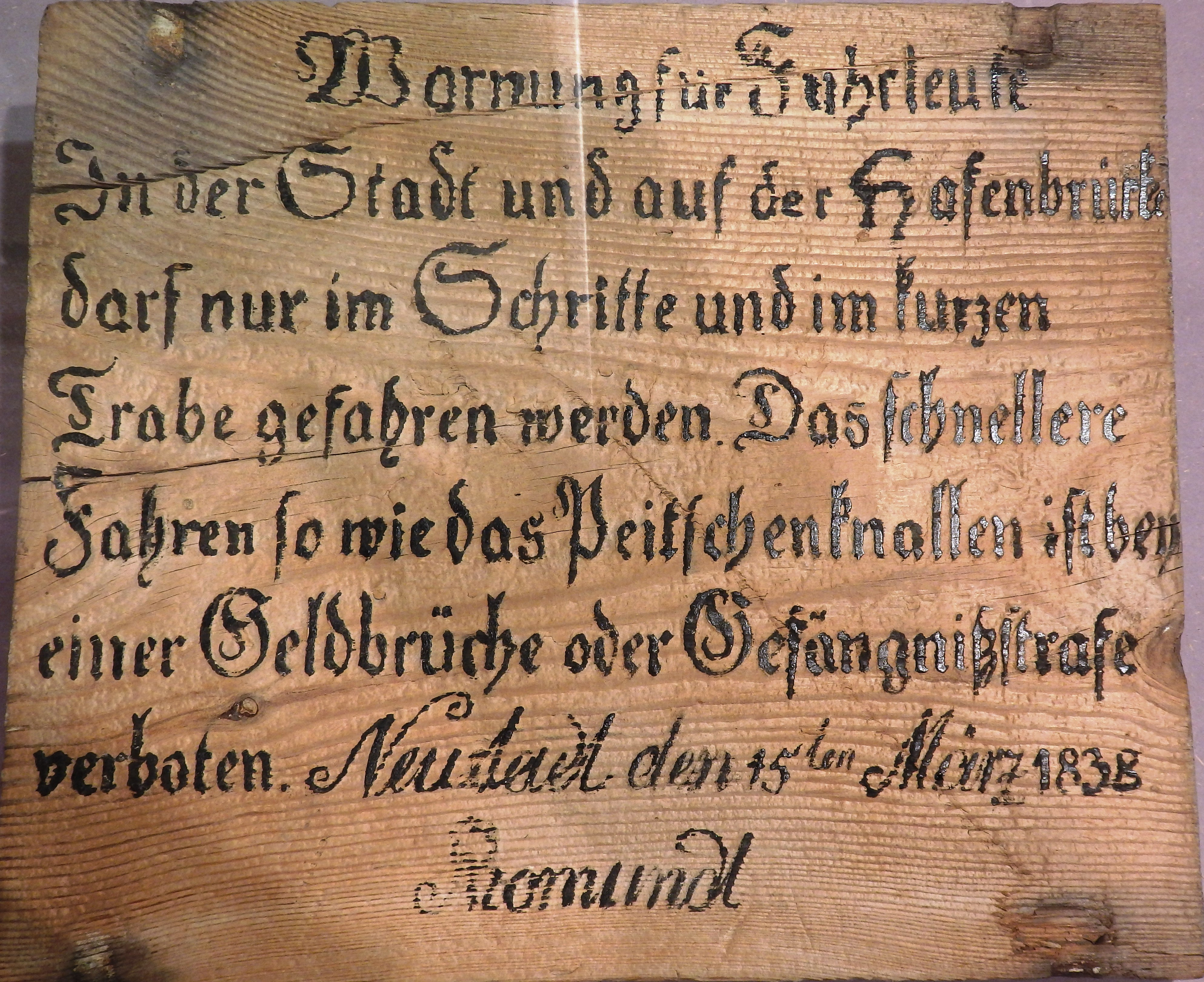
Warnung für Fuhrleute, Neustadt, 15. März 1838

Anfang des 19. Jahrhunderts erlebte die Stadt durch den Hafen und Getreidehandel einen wirtschaftlichen Aufschwung. Zwischen 1828 und 1834 wurden die Hafenanlagen erweitert, vertieft und erneuert. Die Hauptgewerbe der Neustädter waren der Handel mit Korn, der Ackerbau und zum Teil die Fischerei. Insbesondere nahm der Kornhandel zu, bis zu 50.200 Tonnen im Jahr wurden ausgeführt.
Das letzte Seegefecht der Schleswig-Holsteinischen Erhebung vor dem Gefecht von Idstedt fand am 20./21. Juli 1850 in der Neustädter Bucht statt. Dabei sank das Schleswig-Holsteinische Kanonenboot Nr. 1 von der Tann. Nach dem Deutsch-Dänischen Krieg 1864 kam Neustadt zunächst wie das gesamte Holstein unter österreichische Herrschaft, 1866 an Preußen.
Am 31. Mai 1866 erhielt Neustadt einen Bahnanschluss, die Altona-Kieler Eisenbahn-Gesellschaft (AKE) hatte die Eisenbahnstrecke von Neumünster über Ascheberg nach Neustadt eröffnet.
Neustadt/Pelzerhaken war Standort des Nachrichtenmittelversuchskommandos seit 1923 (Nachrichtenmittelversuchsanstalt, kurz NVA) zur Entwicklung der Funkmesstechnik (Radar). In der Zeit von 1964 bis 1992 diente der Fernmeldeturm M in Neustadt/Pelzerhaken der Fernmelde- und elektronischen Aufklärung durch den Marinefernmeldesektor 73.
Von Dezember 1944 bis zum 1. Mai 1945 befand sich in Neustadt das KZ Neustadt in Holstein. Der Komplex wurde später in die Provinzial-Nervenheilanstalt (heute AMEOS-Klinikum) eingegliedert.
Vor Neustadt wurden am 3. Mai 1945 das ehemalige Fahrgastschiff Cap Arcona und die kleinere Thielbek mit Häftlingen des KZ Neuengamme von alliierten Flugzeugen versenkt, eine der drei schwersten Katastrophen der Seefahrt in der Geschichte. Die Bewohner der Stadt selbst spielten in diesem Zusammenhang eine unrühmliche Rolle: Häftlinge aus dem KZ Stutthof bei Danzig, die die SS mit Lastkähnen über die Ostsee transportieren ließ, sollten ursprünglich ebenfalls auf die Cap Arcona verschifft werden, wurden jedoch wegen Überfüllung des Schiffs abgewiesen. Angesichts der militärischen Lage und des Vorrückens britischer Vorauskommandos verließen die SS-Wachmannschaften die Lastkähne. Die Schiffe trieben ans Ufer, wo sich die Häftlinge am frühen Morgen des 3. Mai auf die Suche nach Nahrungsmitteln im Raum Neustadt machten. Neustädter Bürger, Angehörige der Kriegsmarine sowie einer Versehrteneinheit und des Volkssturms trieben daraufhin in der sogenannten „Sammelaktion“ die Häftlinge zusammen und erschossen fast 300 von ihnen, darunter Frauen und Kinder. Die Übrigen wurden auf das Schiff Athen gebracht, das am Marinehafenkai lag, wo etliche von ihnen den Luftangriffen zum Opfer fielen. Der britische Stadtkommandant gab nach Kenntnisnahme des Massakers Neustadt zur Plünderung frei – wohl auch, um auf diese Weise die Versorgung der überlebenden Häftlinge der Cap Arcona, der Athen und anderer Schiffe nicht selber organisieren zu müssen.
1969 wurde der Stadt die Ehrenfahne des Ministerkomitees des Europarats verliehen; Neustadt darf sich seitdem Europastadt nennen. Am 23. September 2008 erhielt die Stadt den von der Bundesregierung verliehenen Titel „Ort der Vielfalt“.

## Politik

### Bürgermeister
Der erste Bürgermeister von Neustadt, Christianus, der hauptsächlich für Altenkrempe zuständig war, regierte ab 1221 bis zu einem unbekannten Zeitpunkt. Der nächste bekannte Bürgermeister war Johannes Gneningen aus dem Jahr 1352. Bis 1705 waren jeweils zwei Bürgermeister zur gleichen Zeit eingesetzt.
Aktueller Bürgermeister der Gemeinde ist seit 2018 Mirko Spieckermann. Er wurde bei der Bürgermeisterwahl am 9. Juni 2024 mit 83,9 Prozent Ja-Stimmen zu 16,1 Prozent Nein-Stimmen zum ersten Mal wiedergewählt.
| Amtszeit                           | Name                                 |
| ---------------------------------- | ------------------------------------ |
| 1221                               | Christianus, advocatus in Crempene   |
| 1352                               | Johannes Gneningen / Conr. Repsleger |
| 1356                               | Reymarus Voes                        |
| 1424                               | Paul Kynt / Detlevus Beyer           |
| 1461, 1476                         | Otto Kynd / Hans Sebent              |
| 1486                               | Simon Hartich                        |
| 1500                               | Hinrich Make                         |
| 1514                               | Warmbold Hesling                     |
| 1518                               | Claus Witte                          |
| 1520                               | Ratke Hartich                        |
| 1524                               | Hans Schreuer                        |
| 1526                               | Carsten Nest                         |
| 1537                               | Pasche Kluver                        |
| 1548                               | Jorges Maeß                          |
| 1550                               | Jasper Küle                          |
| vor 1558                           | Hans Stolp                           |
| 1558, 1561                         | Jürgen Heitmann / Hermann Sponemann  |
| 1562, 1565                         | Hans Snack / Hermann Sponemann       |
| 1567                               | Pawel Kol                            |
| 1568                               | Henricus Stemann                     |
| 1570                               | Hans Nieman / Hans Duncker           |
| 1580                               | Hinrich Bilenberch                   |
| 1593                               | Marcus Jordan                        |
| ca. 1593                           | Hans Eluerfeldt                      |
| 1600                               | Marcus Duncker                       |
| 1616, 1628, 1629, 1634, 1636       | Moritz Niemann                       |
| ?                                  | Heinrich Schröder                    |
| 1618, 1619, 1622                   | Arendt Nölting                       |
| 1633, 1637                         | Hanß Ridders                         |
| 1639                               | Heinrich Bodenstein                  |
| 1639, 1642, 1648, 1656, 1661       | Peter Hoevel                         |
| 1641, 1642                         | Marcus Schütte                       |
| 1646, 1648, 1653, 1660, 1661, 1664 | Johann Bülthing                      |
| 1661, 1664, 1669                   | Jacob Jensen                         |
| um 1655                            | David Grell                          |
| 1667, 1669, 1673, 1676             | Samuel Stricker                      |
| 1677, 1683, 1687, 1688, 1693, 1700 | Johann Markmann                      |
| 1673                               | Marcus Duncker                       |
| 1680, 1687, 1702                   | Hinrich Grell                        |
| 1702, 1705, 1723, 1724             | Otto Flor                            |
| 1706                               | Christoffer Albrecht                 |
| 1717                               | Stockfisch                           |
| 1722                               | Gabriel Lembken                      |
| 1725                               | Jacob Büssler                        |
| 1730                               | Stahl                                |
| 1730                               | Emanuel Grell                        |
| 1730, 1736                         | Vollrath Ehrig                       |
| 1738, 1741                         | Samuel Benisch                       |
| 1746, 1754                         | Johann Friedrich                     |
| 1761–1763                          | Friedrich Theodor D’Arbemont         |
| 1765–1784                          | Johann Friedrich Hagemeister         |
| 1772                               | Anton Friedrich Burchardi            |
| 1785–1803                          | Joach. Ernst Hinzpeter               |
| 1804–1849                          | Peter Romundt                        |
| 1843–1853                          | W. A. v. Fischer-Benzon              |
| 1853–1866                          | L. Kohlmann                          |
| 1866–1867                          | Franz Hinrich Simon                  |
| 1867–1867                          | Franz Rehder                         |
| 1867–1867                          | Stadtrat Sander (in Vertretung)      |
| 1867–1870                          | Joh. Heinrich Kipke                  |
| 1870–1880                          | Jacob Martens                        |
| 1880–1880                          | Stadtrat Sander (in Vertretung)      |
| 1880–1903                          | Hans Gabriel                         |
| 1903–1916                          | Johs. Tauscher                       |
| 1916–1918                          | Otto Waage (kommissarisch)           |
| 1918–1919                          | August Heise                         |
| 1919–1933                          | Max Rehr                             |
| 1933–1945                          | Hans Thaysen                         |
| 1945–1954                          | Paul Haas                            |
| 1954–1972                          | Hans-Joachim Wollenberg              |
| 1972–1984                          | Hans-Joachim Birkholz                |
| 1984–1996                          | Horst Kratzmann                      |
| 1996–2000                          | Torsten Reinholdt                    |
| 2000–2000                          | Klaus Krohn (kommissarisch)          |
| 2000–2012                          | Henning Reimann                      |
| 2012–2018                          | Tordis Batscheider                   |
| 2018–                              | Mirko Spieckermann                   |

### Parteien
In Neustadt sind in der Stadtverordnetenversammlung die Ortsverbände der CDU, SPD, Grüne und FDP sowie die BGN (Bürgergemeinschaft Neustadt in Holstein e. V.) vertreten.

### Kommunalwahl 2023
Die Stadt Neustadt wird von der Stadtverordnetenversammlung selbst verwaltet. Die Verwaltung leitet der Bürgermeister. Die Stadtverordnetenversammlung besteht seit der Kommunalwahl vom 14. Mai 2023 aus 35 Mitgliedern. Das Ergebnis lautet wie folgt:
- SPD: 6
- Grüne: 6
- BGN: 8
- FDP: 2
- CDU: 13

### Der Seniorenbeirat
Der Seniorenbeirat ist eine kommunale Einrichtung der Stadt, der die Interessen der Senioren der Stadt Neustadt in Holstein vertritt. Er wurde auf Beschluss der Stadtverordnetenversammlung erstmals am 25. Juni 1992 gewählt und ist Mitglied im Kreisseniorenbeirat sowie im Landesseniorenrat Schleswig-Holstein e. V. Die Amtszeit für die elf gewählten Mitglieder beträgt drei Jahre. Wähler des Seniorenbeirates müssen mindestens 60 Jahre alt sein.
Die gewählten Vertreter arbeiten ehrenamtlich und haben ein Rede- und Antragsrecht in der Ratsversammlung sowie in den Fachausschüssen. Sie setzen sich ein für die Belange der älteren Mitbürger gegenüber Behörden, Parteien und Verbänden und pflegen eine kooperative Zusammenarbeit mit allen Organisationen, Einrichtungen und Verbänden, die Tätigkeiten für die ältere Generation ausüben.

### Kinder- und Jugendarbeit
Die Stadt Neustadt stellt einen eigenen Kinder- und Jugendberater, der im Jugendcafé und Jugendtreff die Koordination von Projekten für Kinder mit anderen ehrenamtlichen Mitarbeitern betreut. Die Kinder selber haben die Möglichkeit, alle zwei Jahre 15 Abgeordnete für ein Kinder- und Jugendparlament zu wählen. Diese sollen sich für die Interessen der Jugendlichen in den Ausschüssen einsetzen und selber Projekte organisieren. Neustadt nahm an dem Bundesprojekt Vielfalt tut gut teil. Im Familientreff (früher Stadtteiltreff) am Westpreußenring soll die Lebenssituation der dort lebenden Familien verbessert werden.

### Verwaltung
Neustadt hat nach dem 28. Artikel und 2. Abschnitt des Grundgesetzes ein Recht zur freien Selbstverwaltung und darf damit in für die Stadt wichtigen Angelegenheiten im Rahmen der Reservatsverwaltung Entscheidungen treffen und diese überwachen. Diese Aufgabe nimmt die Stadtverordnetenversammlung mit ihren Ausschüssen wahr und wird durch den Bürgermeister ausgeführt.

### Behindertenbeauftragte
Seit dem 26. April 2013 gibt es in Neustadt einen Beauftragten für Menschen mit Behinderung, der sich für deren Interessen einsetzt und in den Ausschüssen der Stadt Berichte vorlegt. Schon seit 2002 gab es diesen Posten, nur damals noch als halbe Stelle.

### Wappen
Blasonierung: „In Rot ein auf blauen Wellen fahrendes goldenes Boot mit zwei Männern, von denen der eine die Schwurhand mit ausgestreckten Fingern erhebt, der andere das Steuer führt; über dem Boot das silberne holsteinische Nesselblatt.“
Der älteste Beleg für das Wappen ist das Siegel an einer Urkunde aus dem Jahr 1351. Der bronzene Stempel zu diesem Siegel wurde nach 1817 im Schutt des Stadtbrandes gefunden, der auf einem Feld außerhalb der Stadt lagerte. Das Siegelbild ist die Grundlage für das Stadtwappen.

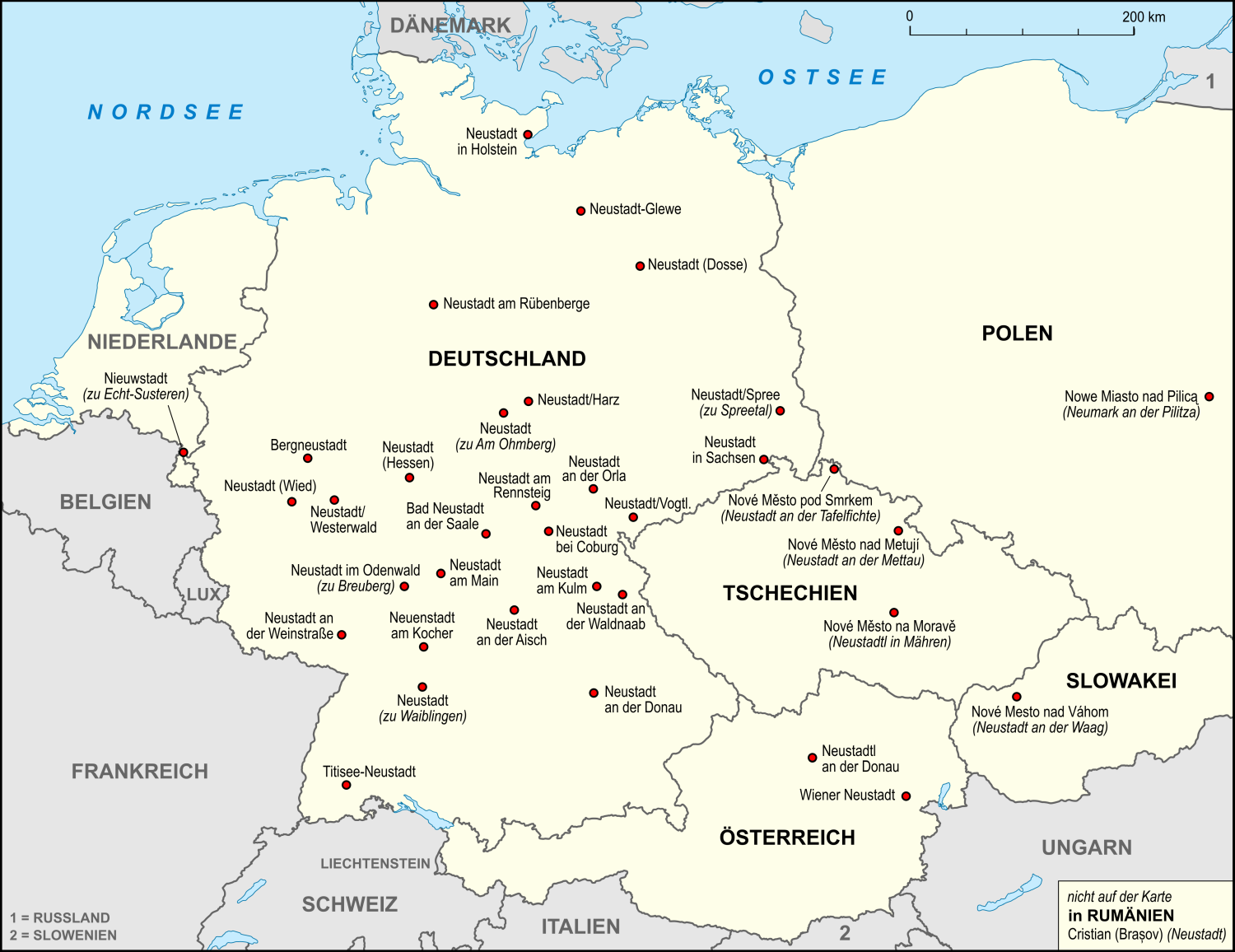
Arbeitsgemeinschaft Neustadt in Europa

### Städtepartnerschaften
- Europäische Partnerstadt Neustadts ist Rønne auf Bornholm.
- Die Stadt ist auch Mitglied in der größten internationalen Städtefreundschaft Neustadt in Europa, einer Arbeitsgemeinschaft von 37 Städten und Gemeinden in sieben mitteleuropäischen Ländern (Deutschland, Österreich, Ungarn, Polen, Slowakei, Tschechien, Niederlande), die den Namen Neustadt tragen. Neustadt in Holstein war im Jahr 2007 Gastgeber des jährlichen Treffens der Arbeitsgemeinschaft.[24]

## Bildungseinrichtungen

### Gymnasium
Das Städtische Gymnasium liegt wenige Meter vom Strand der Ostsee entfernt. Der Bau begann 1958. Am 22. Februar 1960 fand der erste Unterrichtstag in dem neuen Gebäude statt. Heute besteht die Schule aus einem neuen 2023 fertiggestellten Neubau. In diesem gibt es eine neue große Aula und eine moderne Mensa mit Catererbetrieb und warmen Essen. Die neuen Räume sind komplett mit Whiteboards, einige sogar mit Smartboards ausgestattet. Die Schule verfügt über zwei Computerräume. Es gibt zwei Turnhallen, eine neue große Sporthalle und eine ältere; an der neuen Sporthalle fanden die letzten Renovierungsarbeiten im Jahr 2012 statt. Die alten Gebäude werden kernsaniert und sollen wie der neue Bau neue Dimensionen eröffnen.
Schulleiter (seit 2014) ist Herr Karsten Kilian. Der erste Schulleiter (1959–1970) war Herr Kurt Illing; seine Nachfolger waren Herr Hans Grewe (bis 1982), Herr Klopsch (bis 2000) und Herr Beier (bis 2014). Mit dem 50-jährigen Jubiläum im Jahr 2009 übernahm die Stadt Neustadt in Holstein erneut die Schulträgerschaft. Seitdem heißt die Schule nicht mehr „Kreisgymnasium Neustadt“, sondern „Städtisches Gymnasium Neustadt in Holstein – Küstengymnasium Neustadt“. In der Oberstufe ist es erwünscht, dass jeder Schüler einen Laptop besitzt, da das Gymnasium seit 2004 eine Laptop-Schule ist. Die digitalen Lern- und Arbeitsmaterialien werden oft mit in den Unterricht einbezogen: Jeder Raum der Schule ist mit sogenannten Whiteboards ausgestattet. In Zukunft soll jeder Raum über ein Whiteboard verfügen. Die Schule greift auf die Lernplattform „fronter“ zu, auf der jeder Schüler seinen eigenen Account hat. Dort können Hausaufgaben hochgeladen oder für die Schüler wichtige Dinge angezeigt werden. In der Eingangshalle ein Flachbildschirm, auf dem der Vertretungsplan angezeigt wird. Diesen kann man auch bequem von zu Hause aus über die Homepage der Schule abrufen. An der Schule werden viele Projekte, Schüleraustausche und Arbeitsgemeinschaften angeboten. Dazu zählen zum Beispiel die Golf- und Segel-AG, die Austauschländer Frankreich, Singapur oder Hongkong und das Comenius-Projekt. Die Schule hat nach eigenen Angaben circa 40 Lehrer und etwa 770 Schüler und verfügt seit dem 1. Mai 2013 über einen Schulsozialarbeiter.

### Gemeinschaftsschule
Die Namensgebung der Jacob-Lienau-Schule geht zurück auf den Neustädter Kaufmann Jacob Lienau. Am 1. April 1939 wurde in Neustadt der Mittelschul-Unterricht aufgenommen; die Unterrichtsräume waren verteilt auf Schulhäuser in der Königsstraße, der Kirchenstraße und der Waschgrabenallee. Am 11. April 1945 wurden Lazarette in den Schulgebäuden Waschgrabenallee, Rosengarten und Rettiner Weg eingerichtet. Nach dem 19. April 1946, nach der Cap Arcona-Katastrophe vom 3. Mai 1945, entspannte sich die Lage etwas. Es herrschte zu dieser Zeit großer Lehrermangel, da es für die im Krieg gefallenen Lehrer keinen Ersatz gab. Nach dieser Zeit stieg die Schülerzahl durch die Evakuierten und Flüchtlinge an; zudem gab es Mangel an Büchern, Heften, Bleistiften und anderen Arbeitsmaterialien. Ab 1949 verkleinerte sich das Einzugsgebiet der Mittelschule in Neustadt in Holstein durch die Gründung von Mittelschulen in Eutin, Oldenburg, Lensahn, Grömitz und Heiligenhafen. Am 1. Dezember 1950 wurde das Kasernengebäude auf dem U-Boot-Schulgelände bezogen. Damit war die Zeit der Raumnot und des ständigen Wanderns vorüber.
2009 entstand aus der ehemaligen Jacob-Lienau-Realschule und der Hochtor-Grundschule eine Gemeinschaftsschule. Beide Schulen liegen in enger Nachbarschaft in der Schulstraße 2. Im Jahr 2012 besuchten rund 620 Schüler die Schule, davon 300 Gemeinschaftsschüler und 320 Real- und Hauptschüler aus den vorherigen Jahrgängen.
Bisher gab es sechs Schulleiter an der Jacob-Lienau-Schule:
- 1. April 1939 bis 10. Oktober 1945: Karl Schulz
- 23. April 1946 bis 15. Juni 1947: Walter Raschert
- 16. Juni 1947 bis 13. März 1957: Ernst Schwarz
- 1. April 1957 bis 17. Juli 1978: Friedrich Christiansen
- 1. August 1978 bis 31. Juli 2006: Fritz Schramm
- 1. August 2006–Januar 2017 Jörg Schmidt
- 1. September 2017-Sommer 2021 Werner Hendricks
- Seit Sommer 2021: Yvonne Pohle

### Grundschule Neustädter Bucht
Die Grundschule Neustädter Bucht ist die einzige Grundschule am Ort. Der Schulneubau wurde 1965 fertig gestellt. 1973 wurden Turnhallen hinzugefügt, 2001 eine Mensa und als die Hochtor-Grundschule aufgelöst wurde, weitere Klassenräume. Seit August 2021 ist Antje Sagawe die Schulleiterin. Der Schulhof misst 6.000 m² das gesamte Gelände ist 1,5 ha groß. Die Schule hat 35 Lehrkräfte, die 550 Schüler in 22 Klassen unterrichten. Angeboten werden Hausaufgaben- und Mittagsessensbetreuungen, Lesemotivationsstunden und Kooperationen mit Förderzentren und außerschulischen Partnern. Für das Schulprojekt waren Investition von über 1,1 Millionen Euro erforderlich.
2013 wurde eine Mensa eröffnet, in der nach der Schule Speisen für die OGS angeboten werden. Zentrum der Schule ist die Aula, in der Aufführungen der verschiedenen Theater-AGs in Neustadt sowie Gastspiele auswärtiger Bühnen stattfinden.

### Berufliche Schule Neustadt
Die Berufliche Schule Neustadt ist eine Außenstelle der Beruflichen Schule des Kreises Ostholstein. In Neustadt werden die Bildungsgänge
- Berufsoberschule
- Ernährung und Hauswirtschaft
- Wirtschaft und Verwaltung
- Gesundheit
- Berufsfachschule Nahrung und Gastronomie

angeboten. Weil die Schule internationale Schulpartnerschaften und Austauschprogramme unterhält, ein gutes Fremdsprachenangebot vorhält und damit die Völkerverständigung fördert, darf sie seit 2012 die Bezeichnung Europaschule führen.

### Förderschule
Die Schule am Rosengarten ist eine Förderschule für Kinder und Jugendliche, die in ihren Bildungs-, Entwicklungs- und Lernmöglichkeiten behindert sind.

### Ameos Institut Nord
Das private Ameos Institut Nord ist ein Aus-, Fort- und Weiterbildungsinstitut im Bereich der Sozial- und Gesundheitsberufe.

### Kinder-Uni
Seit 2006 gibt es die ehrenamtlich organisierte Kinderuni Neustadt. Von September bis April werden monatlich kostenlose Veranstaltungen angeboten, die sich vor allem an Grundschulkinder im Alter von sieben bis zwölf Jahren richten.

### Volkshochschule
Die Volkshochschule Neustadt in Holstein bietet In Vormittags-, Abend- und Wochenendkursen ein umfangreiches Kurs-Programm in den Bereichen Gesellschaft, kreative Gestaltung, Sprachen, EDV, Gesundheit und Sport an. Exkursionen und Vortragsveranstaltungen vervollständigen das Angebot der Erwachsenenbildung.

## Wirtschaft
Neustadt ist staatlich anerkanntes Seebad, der Tourismus nutzt die Sandstrände in den Ortsteilen Pelzerhaken und Rettin und den Hansa-Park (Vergnügungspark) im Nachbarort Sierksdorf.
Die Stadt ist darum bemüht, den Tourismus der Vor- und Nachsaison mit Unterstützung von EU-Fördermitteln aus dem ELER-Programm zu beleben. So wurde 2008 im Ortsteil Pelzerhaken eine Swingolfanlage errichtet.

### Kliniken
Ein weiterer wirtschaftlicher Schwerpunkt ist das Gesundheitswesen. So gilt Neustadt mit drei Krankenhäusern am Ort auch als Gesundheitsstadt. Die Ameos-Klinik, die Schön-Klinik Neustadt und das Kinderzentrum Pelzerhaken sind weit über die Landesgrenzen hinaus bekannte Einrichtungen.

#### Ameos-Klinikum Neustadt
Das Ameos-Klinikum Neustadt ist eine Behandlungseinrichtung für die Gebiete Psychiatrie und Psychotherapie, Gerontopsychiatrie und Gerontopsychotherapie und Abhängigkeitserkrankungen. Für Menschen, die eine Straftat begangen haben, während eine psychische Krankheit vorlag, der Täter schuldunfähig bzw. vermindert schuldfähig ist und die Gesellschaft vor weiteren Straftaten geschützt werden muss, gibt es die forensische Psychiatrie und Psychotherapie. Psychisch kranke Straftäter aus ganz Schleswig-Holstein, die nach § 63 StGB eine solche Maßregel erhalten, kommen in die Ameos-Klinik für Forensische Psychiatrie und Psychotherapie. Insgesamt verfügt das Ameos-Klinikum Neustadt über 247 Betten. Im Jahr 2010 wurden 3647 Patienten vollstationär, 133 teilstationär und 4843 ambulant behandelt.
Die Fachzentren des Ameos-Klinikums Neustadt:
- Klinik für Psychiatrie und Psychotherapie:
Die Klinik bietet ambulante psychiatrisch-psychotherapeutische Behandlung mit dem Schwerpunkt Borderline an.
- Klinik für Neurologie und Neurophysiologie
Der Schwerpunkt dieses Fachzentrums liegt bei Morbus Parkinson und Multipler Sklerose.

Im Hans-Ralfs-Haus gibt es die Möglichkeit für Menschen mit und ohne Behinderungen, gemeinsam künstlerisch kreativ zu werden. Das große Atrium bietet Platz für Ausstellungen, Konzerte, Theatervorführungen, Projekte und Workshops.
Vorgänger des Ameos-Klinikums Neustadt war die Fachklinik Neustadt in Holstein, die westlich der Stadt im Jahr 1893 als Provinzial-Pflege-Anstalt auf dem Gelände einer ehemaligen Zuckerfabrik eröffnet wurde.

#### Schön Klinik Neustadt
Die Schön Klinik Neustadt ist ein Krankenhaus in privater Trägerschaft. Die Klinik sichert mit 520 Betten die Akut-, Regel- und Notfallversorgung der Region Ostholstein. In den insgesamt neun medizinischen Fachzentren sind rund 1150 Mitarbeiter beschäftigt. Im Jahr 2012 behandelte die Schön Klinik Neustadt insgesamt rund 19.000 Patienten stationär und knapp 52.000 ambulant.
Die Fachzentren der Schön-Klinik Neustadt:
- Klinik für Orthopädie
- Klinik für Wirbelsäulenchirurgie mit Skoliosezentrum
- Klinik für Chirurgie und Unfallchirurgie
- Klinik für Hand-, Brust-, Plastische und Ästhetische Chirurgie
- Klinik für Orthopädische Rehabilitation
- Klinik für Anästhesie und Intensivmedizin
- Klinik für Innere Medizin und Kardiologie
- Klinik für Neurologie und Klinische Neurophysiologie
- Klinik für Diagnostische und Interventionelle Radiologie

Das Haus Lokales Traumazentrum ist seit 2003 Akademisches Lehrkrankenhaus der Universität Lübeck.

#### Kinderzentrum Pelzerhaken
Das Kinderzentrum Pelzerhaken ist eine sozialpädiatrische Fachklinik, Sozialpädiatrisches Zentrum gGmbH und Fortbildungsinstitut. Es werden Säuglinge mit Fütterstörung über Kinder mit Störungen des Verhaltens bis hin zu Jugendlichen mit komplexen Behinderungen behandelt. Der Leitspruch heißt „von Möglichkeiten zu Fähigkeiten“. Das Kinderzentrum behandelt circa tausend Kinder pro Jahr und verfügt über 35 Betten im Krankenhaus. Der stationäre Aufenthalt dauert überwiegend zwei bis vier Wochen, jedoch kann er zwischen drei Tagen und acht Wochen variieren. Nach der Entlassung ist eine dauerhafte ambulante Betreuung möglich. Die Kernbereiche der Neuropädiatrie reichen bis zur Kinder- und Jugendpsychiatrie. Insgesamt sind derzeit am Kinderzentrum Pelzerhaken rund 70 Vollzeitkräfte beschäftigt. Der Förderkreis e. V. unterstützt das Kinderzentrum bei seiner Arbeit und hilft, wenn Krankenkassen oder staatliche Institutionen nicht zuständig sind.
Es gibt vier Stationen:
- für chronisch neurologisch erkrankte Kinder
- für Kinder mit Entwicklungsstörungen im Bereich der intellektuellen Fähigkeiten
- für Kinder bei Schwierigkeiten im Bereich der sozialen und/oder emotionalen Entwicklung bzw. im familiären Umfeld
- für Kinder mit neuropädiatrischen Erkrankungen vom Säuglingsalter bis zum Vorschulalter

### Verkehr

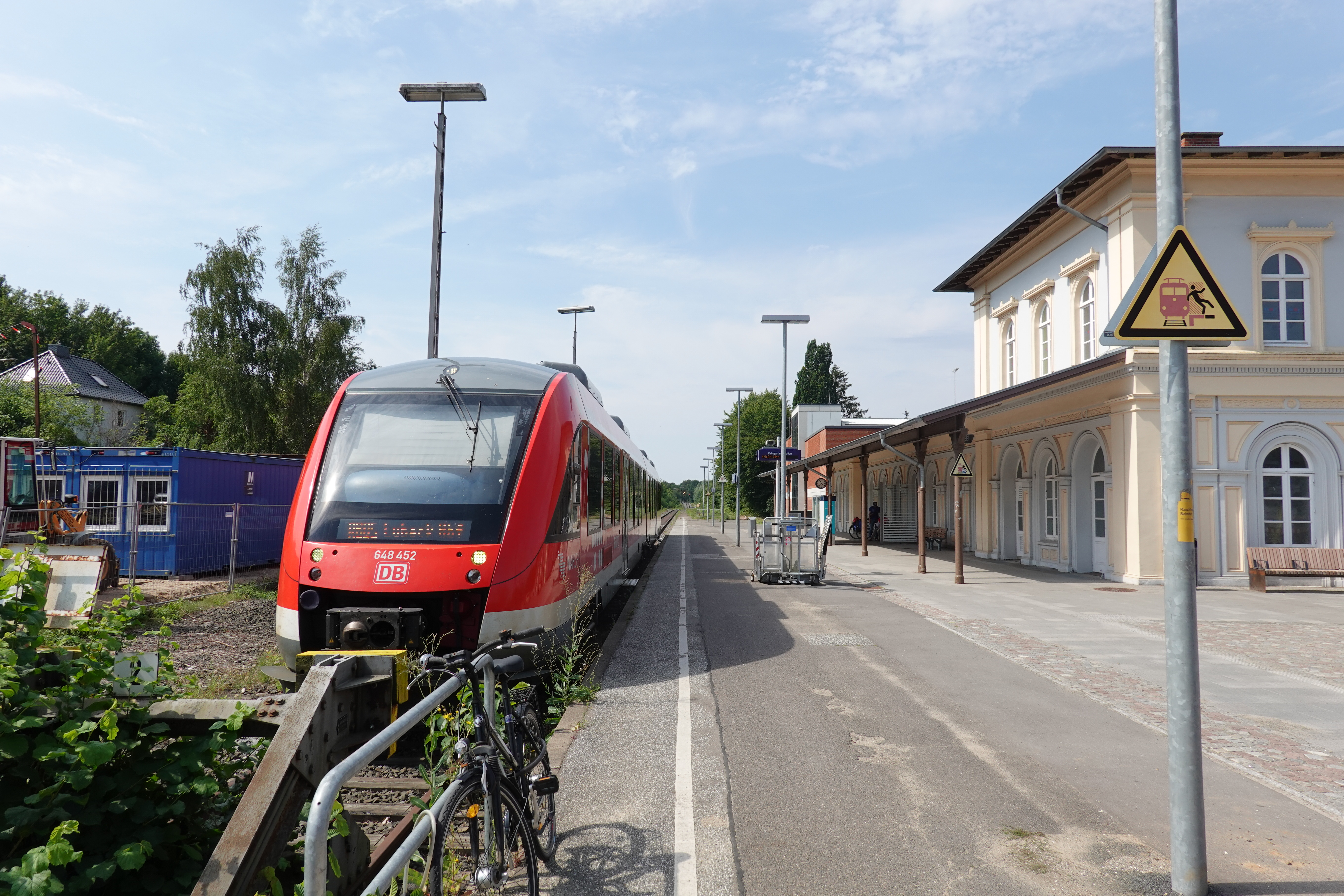
Bahnhof Neustadt in Holstein im Jahr 2024 vor der Modernisierung

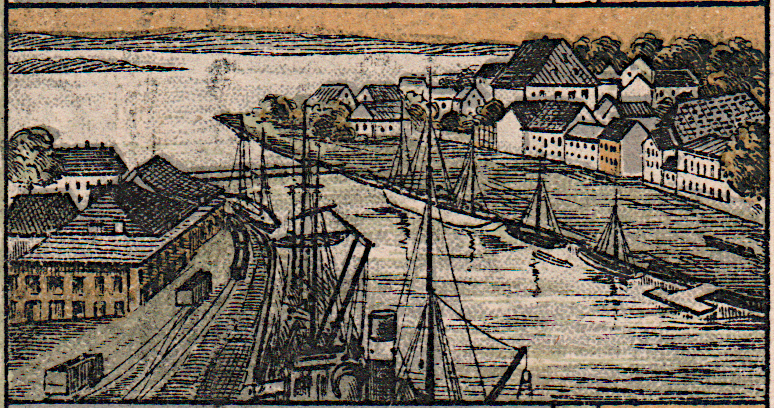
Der Hafen mit Bahnanbindung auf einem Notgeldschein von 1921

Neustadt liegt an der Vogelfluglinie nach Dänemark, mit zwei Autobahnanschlussstellen (Autobahn A1), die die Metropolregion Hamburg mit der Öresundregion Kopenhagen-Malmö verbindet.

#### Eisenbahn
Die Bahnstrecke Eutin–Neustadt wurde 1982 stillgelegt und die Gleise 1984/85 abgebaut.
Vom Haltepunkt Neustadt (Holst) besteht eine stündliche Regionalbahnverbindung nach Lübeck. Dieser ist über eine 1,3 km lange Stichstrecke am Neustädter Güterbahnhof (Gbf) mit der Vogelfluglinie verbunden. Eine Verbindungskurve in Richtung Norden wurde 1960 stillgelegt. Bis 2022 wurden aus Lübeck kommende Züge alle zwei Stunden bei einem Betriebshalt im Bahnhof Neustadt Gbf kurz vor dem Endhaltepunkt Neustadt geteilt. Ein Zugteil fuhr direkt über Oldenburg nach Puttgarden, der andere endete in Neustadt. Bei Fahrten in umgekehrter Richtung nach Lübeck wurden die beiden Zugteile aus Puttgarden bzw. Neustadt im Bahnhof Neustadt Gbf vereinigt.
Seit dem 31. August 2022 ist die Vogelfluglinie für den Zugverkehr nördlich von Neustadt Güterbahnhof gesperrt, Regionalbahnen verkehren nur noch zwischen Lübeck und Neustadt.
Das Bahnhofsgebäude steht als Ensemble unter Denkmalschutz. Auch ein vierständiger Lokschuppen am Güterbahnhof ist noch erhalten und wird für Veranstaltungen genutzt.

#### Flugverkehr
Nächster Flughafen ist der Flughafen Lübeck-Blankensee. Im nahe gelegenen Sierksdorf befindet sich der Sonderlandeplatz (SLP) Hof Altona mit einer Grasbahn von 500 × 30 m.

### Gewerbegebiet
Das Gewerbegebiet „Neustädter Bucht“ ist das interkommunale Gewerbegebiet der Stadt Neustadt und der Gemeinde Sierksdorf. Es liegt direkt an der Autobahn A1 bei der Autobahnanschlussstelle Neustadt in Holstein-Mitte. Ein Vorteil dieses Gewerbegebietes sind kurze Wege zum Seehafen Neustadt in Holstein und zu den Flughäfen Lübeck, Hamburg und Kiel. Die Gesamtgröße des Gewerbegebietes beträgt 98.500 m².
Es haben sich dort metallverarbeitende Betriebe, Bäckereien, Druckereien, Segelmacher, Lackierer, Bestattungsunternehmen und andere Dienstleister, jedoch keine Einzelhandelsbetriebe angesiedelt. Zu den Betrieben gehören der Zweckverband Ostholstein, Gollan (Bau, Immobilien, Recycling und Kraftfahrzeuge) und Doll-Park (Sexspielzeug).

### Hafen

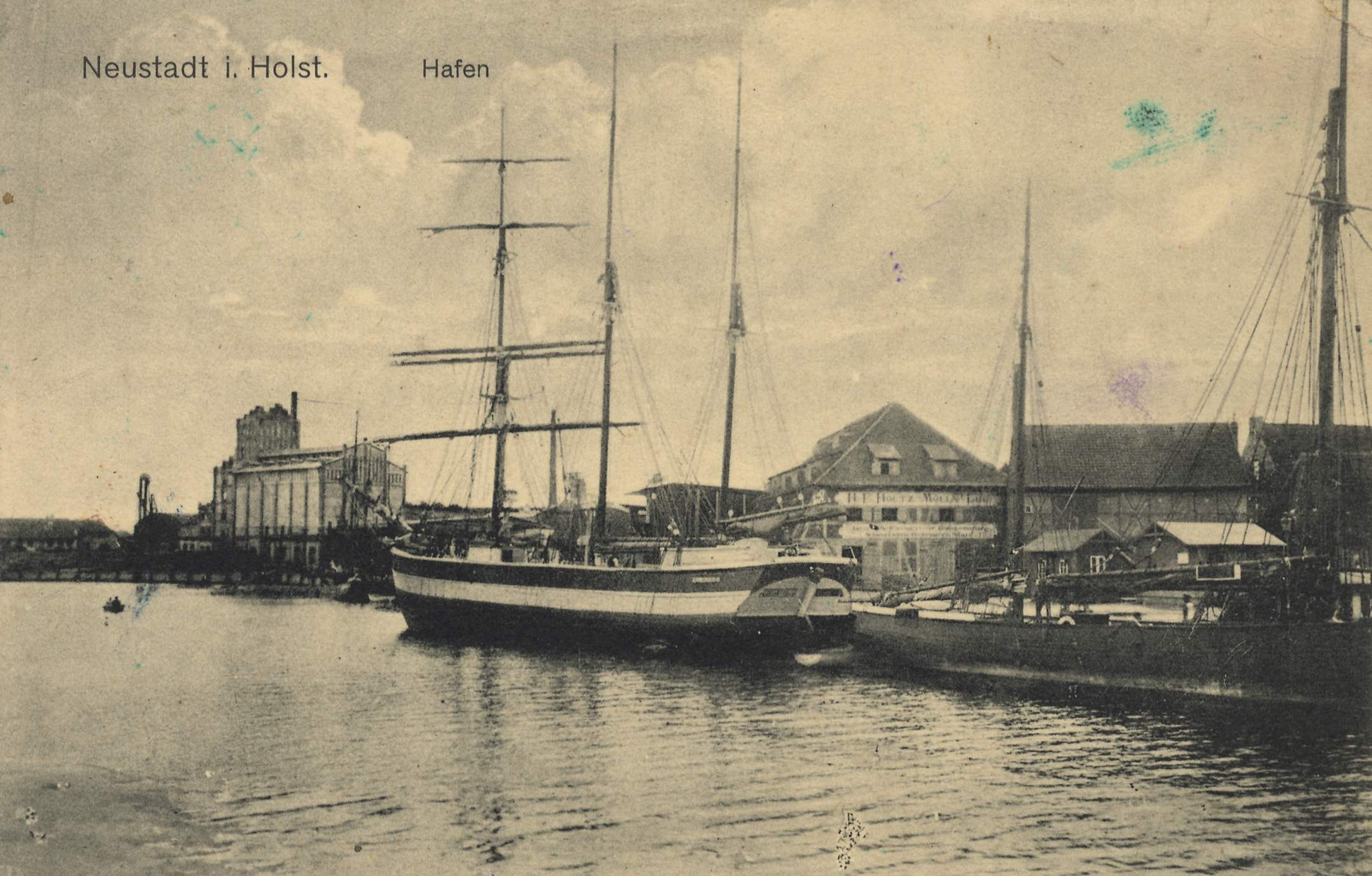
Neustadt Hafen von 1916

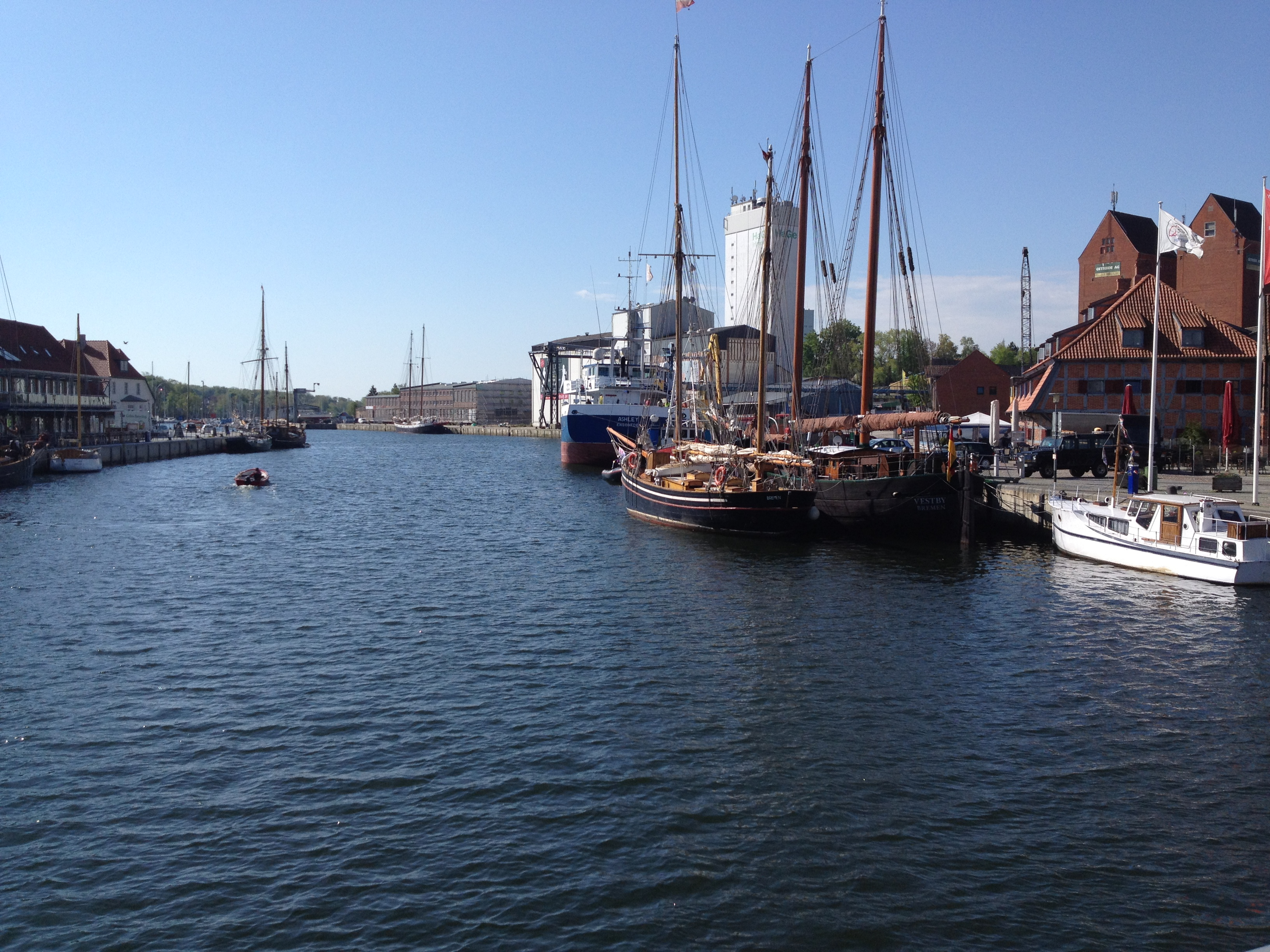
Blick auf den Hafen von der Brücke aus

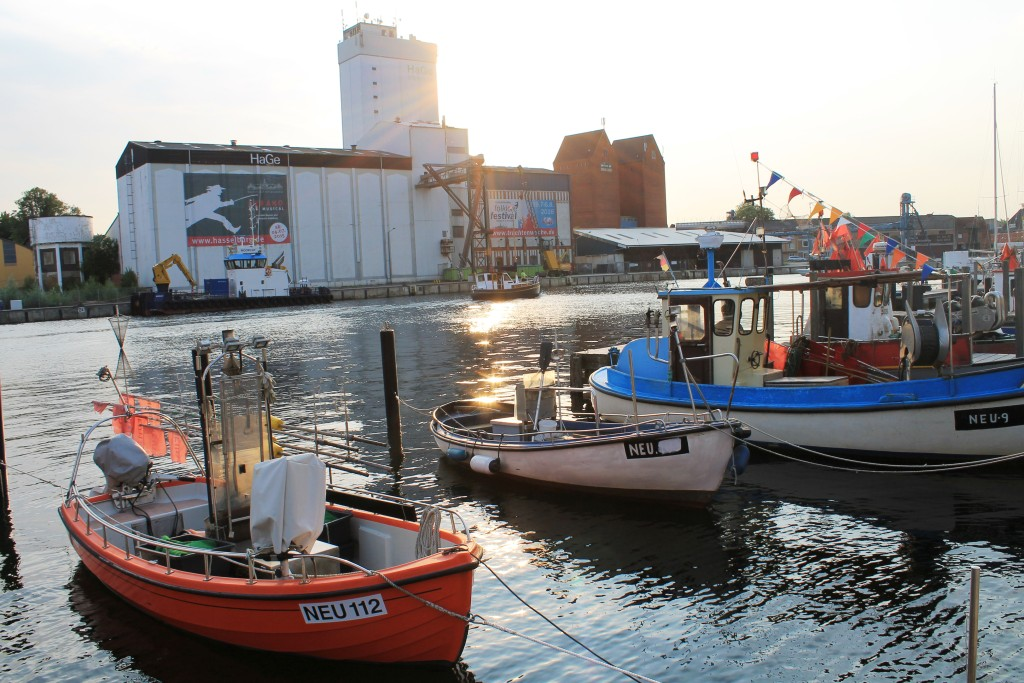
Fischerboote in Neustadt, im Hintergrund Getreidespeicher (seit 2021 abgerissen)

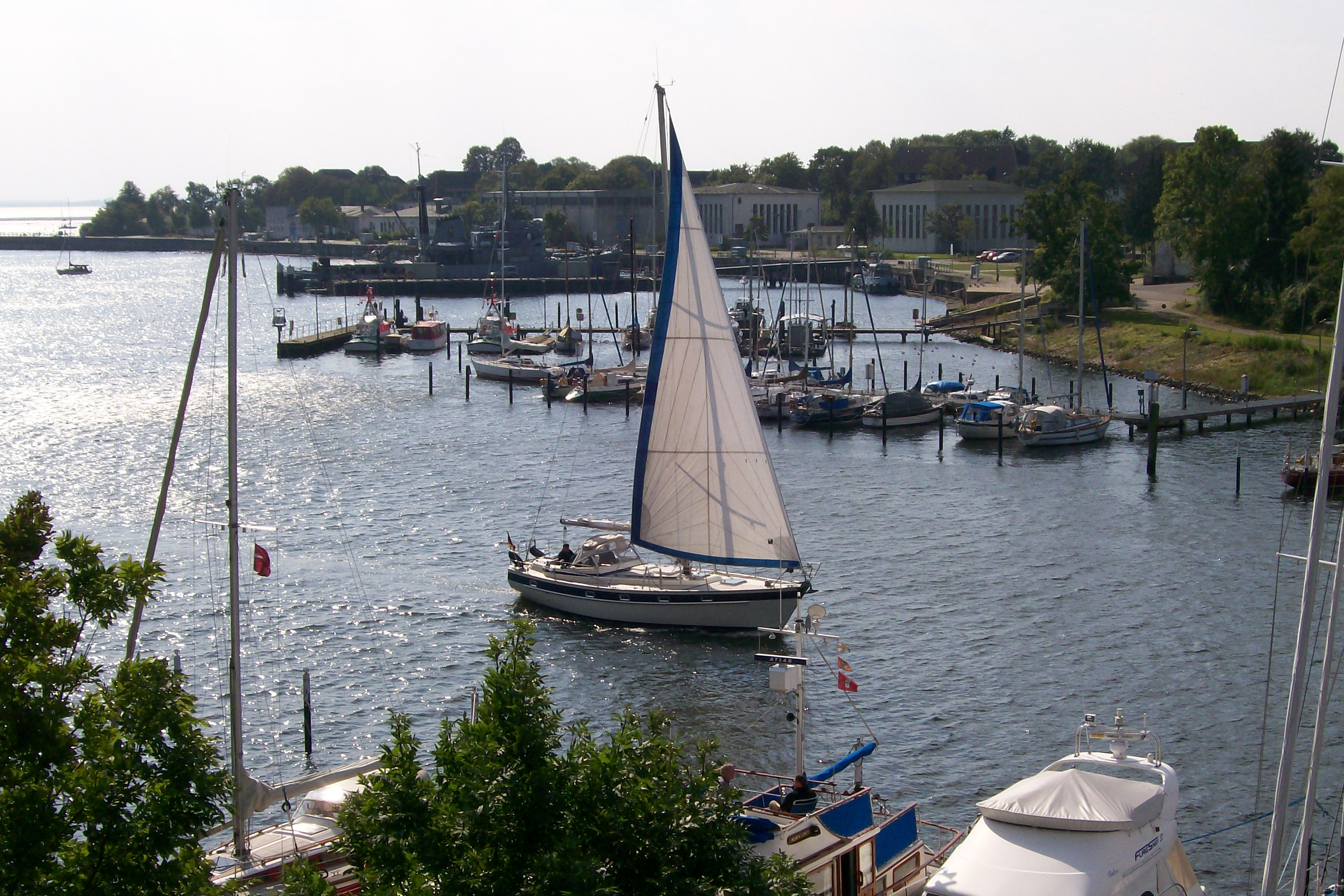
Blick auf den Hafen, oberhalb des oberen Jungfernstiegs

Neustadt verfügt über einen nach Süden geöffneten Naturhafen in fußläufiger Entfernung zur Innenstadt.
Im Norden trennt eine Straßenbrücke den Hafen vom Binnenwasser.

#### Geschichte
Der Hafen des 1244 gegründeten Neustadt war für diesen Teil Ostholsteins von großer Bedeutung. Um 1600 war hier eine bedeutende Werft beheimatet, auf der der Schiffbauer Claus Reimers große Schiffe für König Christian IV. sowie für dänische Reeder baute.
In Neustadt war es relativ einfach an der natürlichen Wasserrinne in geschützter Lage einen Hafen zu errichten und 1829 und 1833 wurden an dessen Ufern befestigte Bollwerke errichtet. Durch den Wegfall mehrere Zollschranken begann im Hafen in dieser Zeit ein reger Handel vor allem mit Getreide. Schon 1866 wurde ein Eisenbahnanschluss an den Hafen gebaut. In dieser Zeit entstanden vier Speicher, deren moderne Nachfolger der 1954/58 erbaute „Bauerndom“ sowie die 1908 erbauten und später vergrößerten Getreidesilos der Raiffeisen-Genossenschaft sind. 1906/11 baute der Holzhändler C.F. Janus in der Nähe für den Hafen charakteristische Hallen.
Prägend für den Hafen sind die bis heute bestehende Fischverarbeitung an der Schiffbrücke, außerdem das von 1926 stammende Werk der Glücksklee-Milchgesellschaft (Hochwald Milch) an der Werftstraße sowie zwei in den 1920er Jahren errichtete Hallen der ehemaligen Wagria-Werft, die heute zur Marineschule gehören.

#### Hafen ab 2000
Heute sind im Hafen Umschlag-, Marine- und Yachthafen-Einrichtungen vorhanden. Er ist nach dem ISPS-Code abgenommen und gilt als sicherer Hafen.
Für Schiffe, die den Kommunalhafen nutzen, gelten die Maximalabmessungen: Länge üa 120 m, Breite über alles: 20 m, Tiefgang: 5,5 m bei Pegel NHN.
Stromversorgung ist an allen Liegeplätzen mit 230 V, an der Westseite des Hafens mit 400 V möglich. Der Hafen bietet Trinkwasser und Treibstoffe auf Anfrage an sowie Fäkalien- und Abwasseraufnahmestation. 
Hauptumschlaggut im Hafen ist Getreide.
Im Jahr 2008 wurden rund 120.000 t Güter im Neustädter Hafen verladen.
Außerdem findet Fahrgastschifffahrt statt.
Bis zu 3000 Passagiere nutzten den Kommunalhafen in den Jahren 2008/2009.
Der Hafen wird auch von Traditionsschiffen angefahren.
Neustadt in Holstein war Sitz der Reederei Peter Deilmann und Heimathafen des Hochsee-Kreuzfahrtschiffes Deutschland; der Großsegler Lili Marleen wurde bis 2004 von Neustadt aus für Ostsee-Kreuzfahrten eingesetzt.
Die Bundespolizei See (Küstenwache) hat hier ihren Standort.
In Neustadt sind mehrere Ausbildungs- und Trainingseinrichtungen für Seeleute angesiedelt:
- das Einsatzausbildungszentrum Schadensabwehr Marine der Deutschen Marine,
- das Maritime Schulungs- und Trainingszentrum der Bundespolizei,
- das Trainingszentrum Maritime Schiffssicherheit der Wasserstraßen- und Schifffahrtsverwaltung[34] und
- das Trainingszentrum der Deutschen Gesellschaft zur Rettung Schiffbrüchiger (DGzRS)[35].

Das Trainingszentrum der Seenotretter verfügt über eine Schulungsstätte an Land und für die praktische Ausbildung auf See über Ausbildungsfahrzeuge (die Seenotrettungsboote Mervi und Walter Rose sowie weitere Motor- und Segelboote).
Die Lehrgänge werden von Seenotrettungskreuzern und Seenotrettungsbooten der umliegenden Rettungsstationen unterstützt.
Im TZ Maritime Schiffssicherheit der WSV wird das Führungspersonal der deutschen Handelsschifffahrt in Theorie und Praxis für das Verhalten in Notsituationen geschult.
Für das praktische Training der Seenotretter und der zivilen Seeleute werden die Ausbildungseinrichtungen der Deutschen Marine – eine umgebaute Fregatte (Brandhulk) für die Leckabwehr, eine Brandhalle für das praktische Training in der Brandbekämpfung sowie eine Schwimmhalle mit Wellenbetrieb – mitgenutzt.
Für Wassersportler bieten der kommunale Yachthafen sowie zwei Marinas mehr als 1500 Liegeplätze.
Die Landflächen hinter dem westlichen Hafenufer werden auf der Grundlage der Rahmenplanung für das Sanierungsgebiet „Hafenwestseite“ von 2019 zurzeit einer umfassenden städtebaulichen und nutzungsstrukturellen Neuordnung durch Abriss‐, Umnutzungs‐, Sanierungs‐, Neubau‐ und Gestaltungsmaßnahmen unterzogen.

### Rettungsstation der DGzRS
Im Stadthafen auf der Ostseite hat die DGzRS seit 1993 eine Seenotrettungsstation für die freiwilligen Helfer aus Neustadt eingerichtet. Am Steg B liegt für sie ein Seenotrettungsboot, um bei einem Seenotfall im Revier der Lübecker Bucht vor Neustadt Hilfe leisten zu können.

## Kultur und Sehenswürdigkeiten

### Bauwerke
- Backsteingotische Stadtkirche von 1244; ihr gotischer Altar stammt ursprünglich aus dem Schleswiger Dom und wurde nach Aufstellung des Brüggemann-Altars (1666) nach Neustadt verkauft.
- klassizistisches Rathaus von 1818/20, erbaut von Christian Frederik Hansen[38]
- Pagodenspeicher (ehemaliger Kornspeicher) von 1830
- Hornscher Speicher
- Heiliggeist-Hospital von 1344
- Lienaustift
- Kremper Tor aus dem Mittelalter.
- Nachrichtenmittelversuchskommando von 1920
- Brückengeldeinnehmerhaus von 1846
- Leuchtturm Pelzerhaken, neuer Turm von 1936/1937

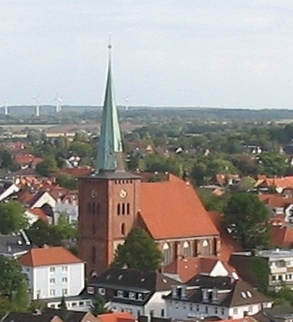
Stadtkirche von Süden
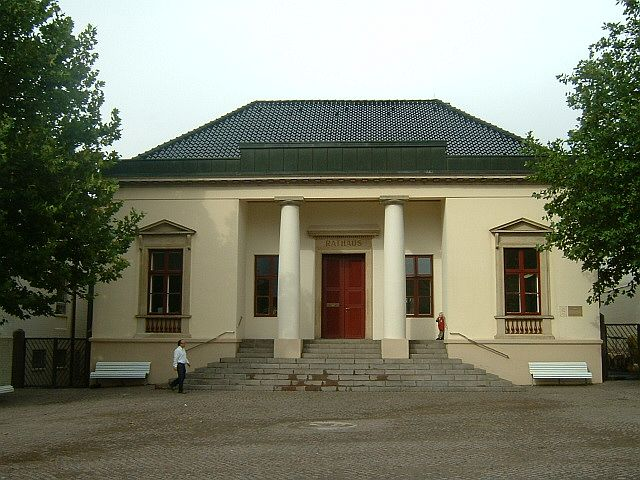
Klassizistisches Rathaus von Landesbaumeister C. F. Hansen
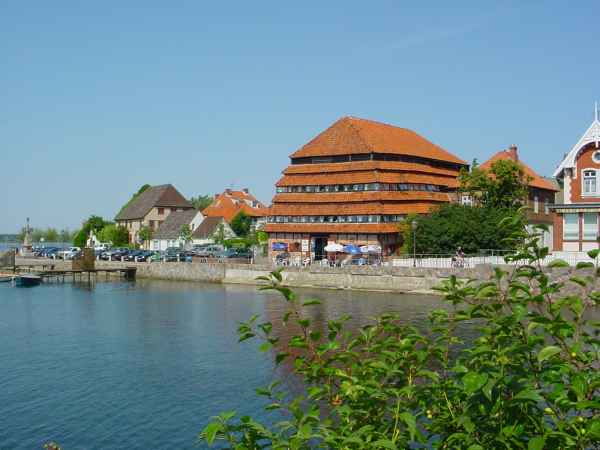
Pagodenspeicher am Binnenwasser
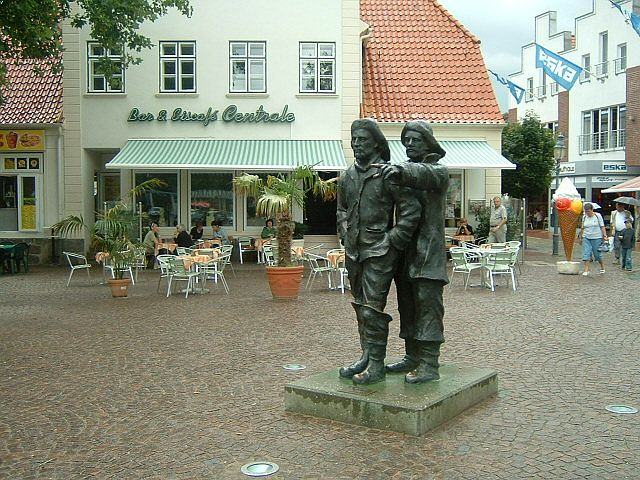
Marktplatz mit Fischerskulptur von Serge Mangin
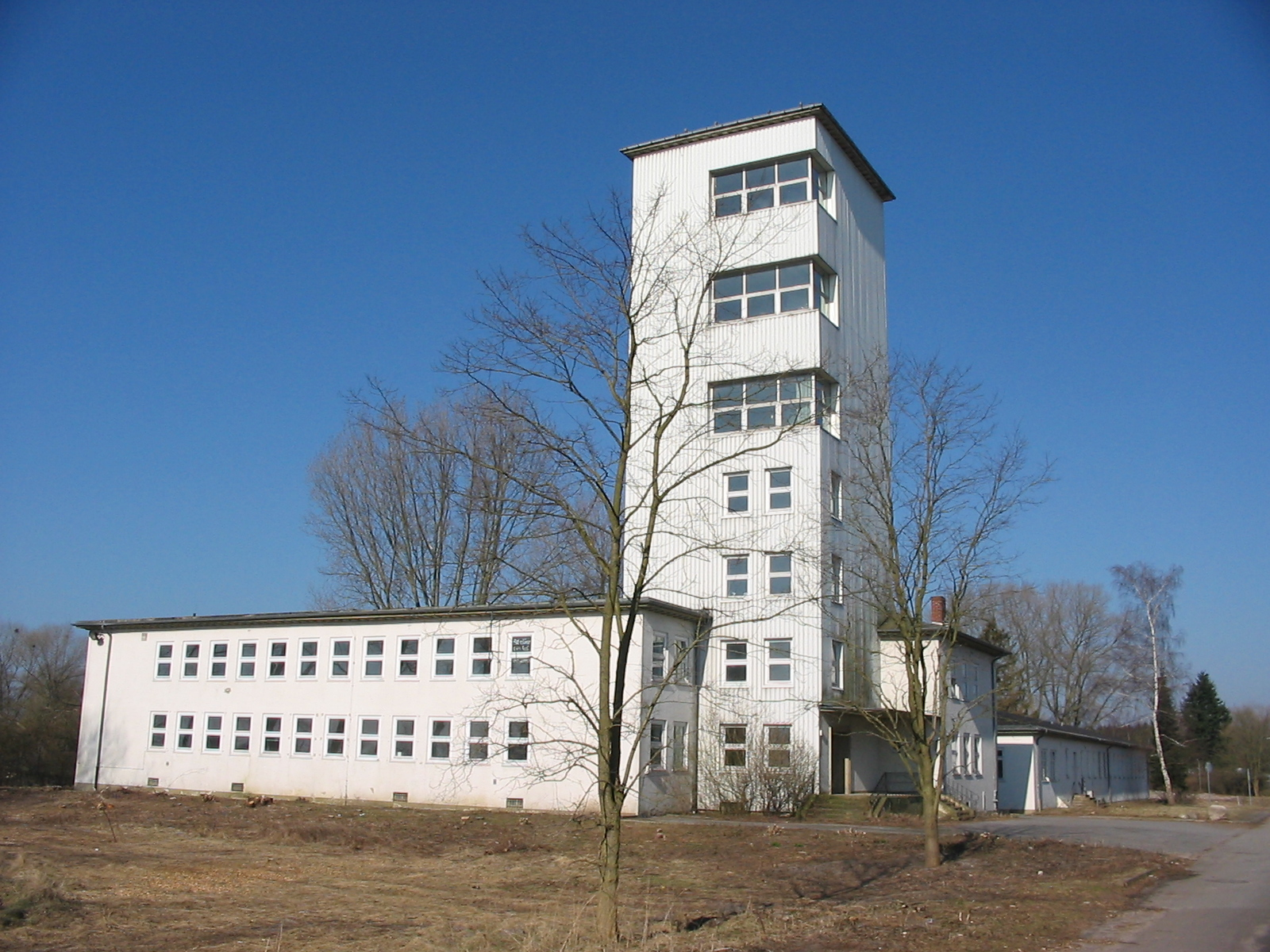
Nachrichtenmittelversuchskommando (ehem. Versuchsturm) in Pelzerhaken; bis 2009 Einbau von Wohnungen
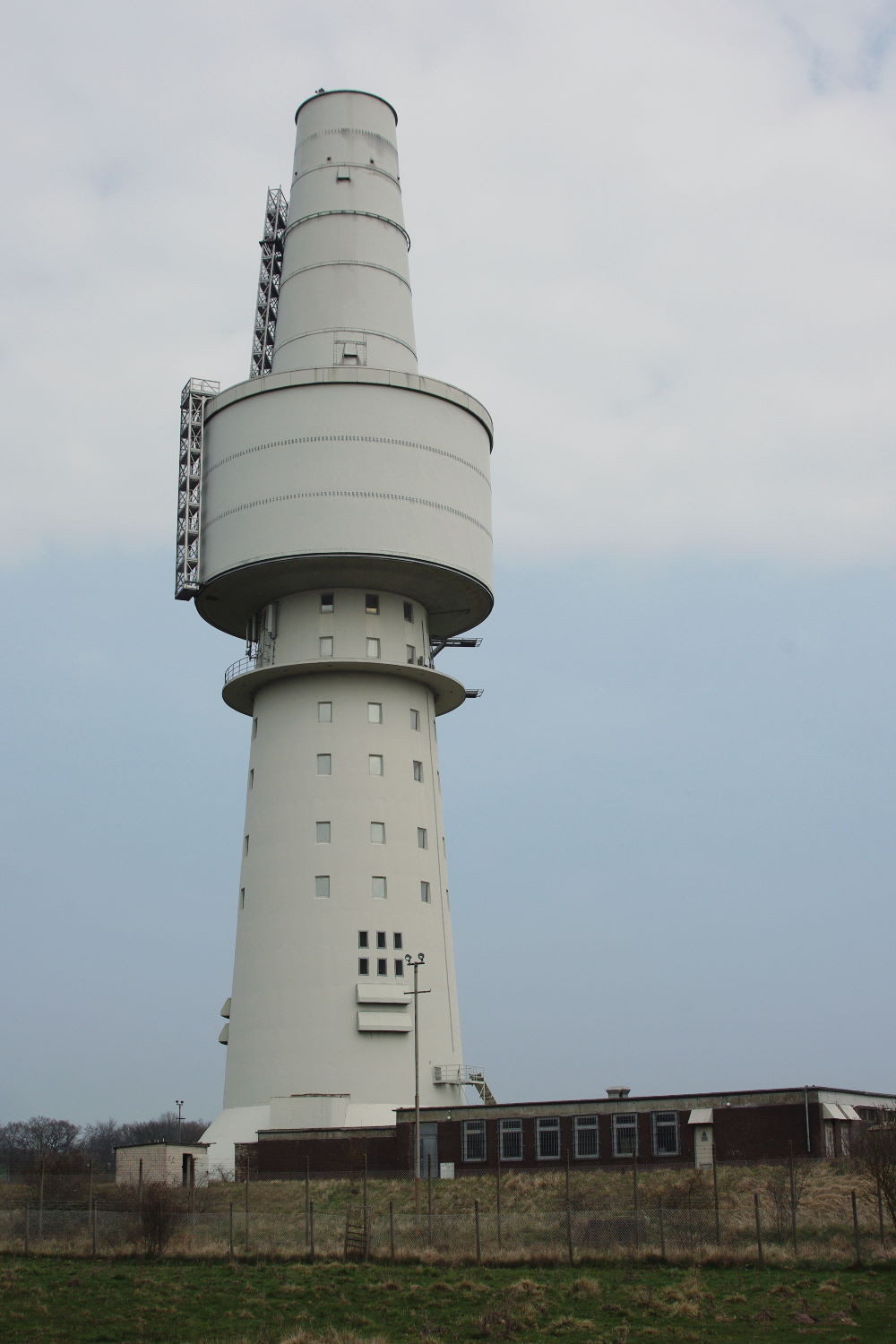
Ehemaliger Fernmeldeturm M des Marinefernmeldesektors 73 in Pelzerhaken
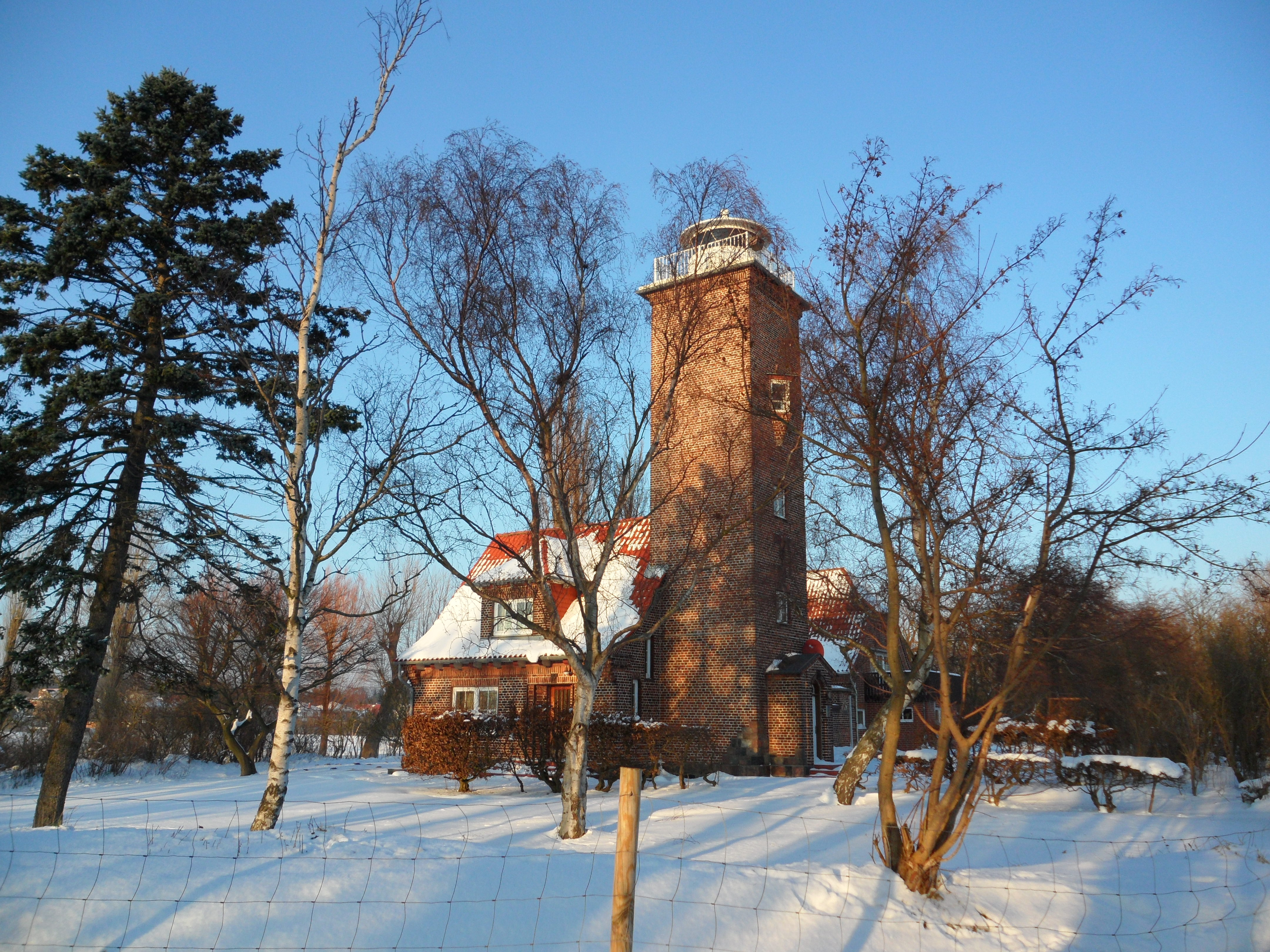
Leuchtturm Pelzerhaken mit Nebengebäuden
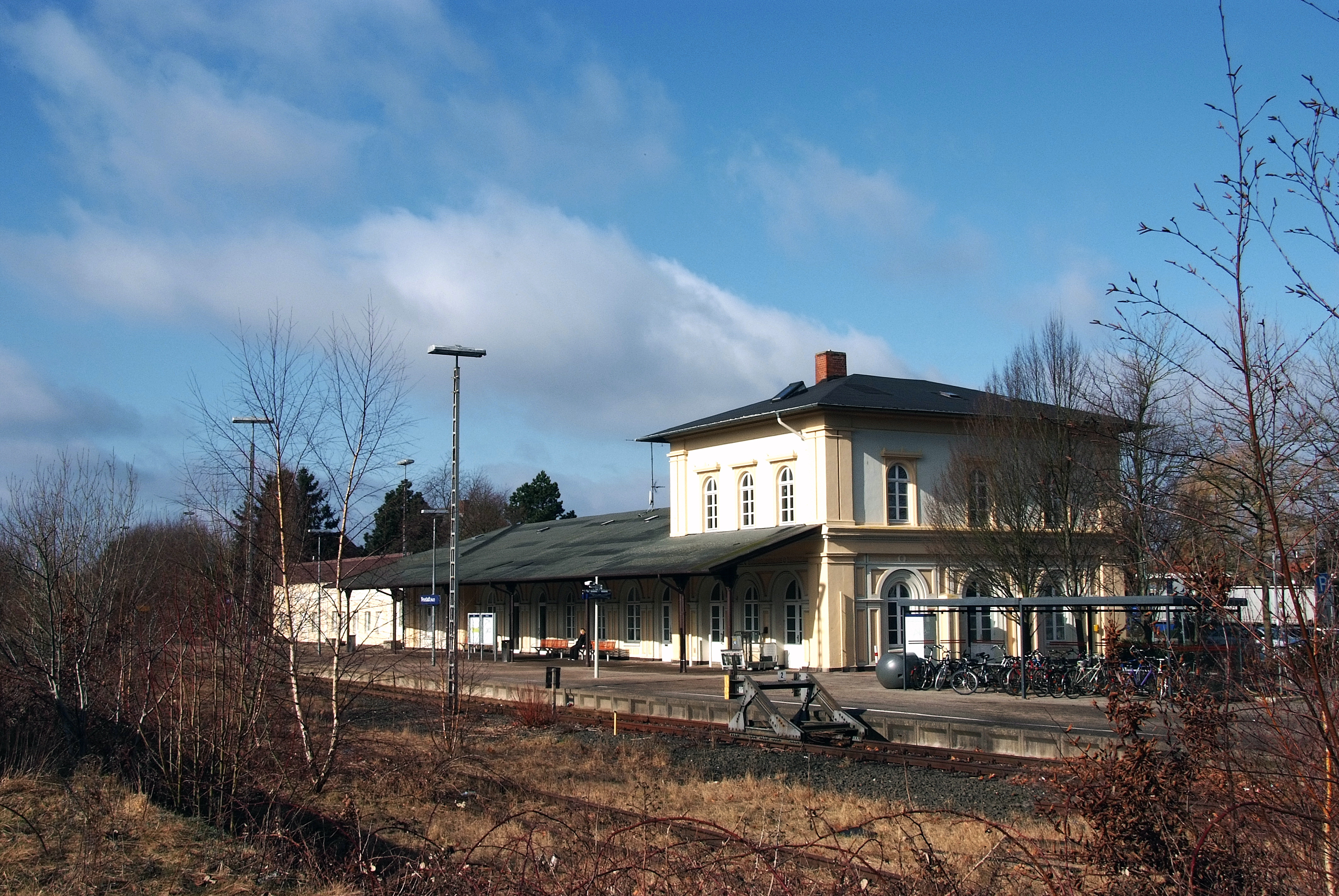
Der Neustädter Bahnhof
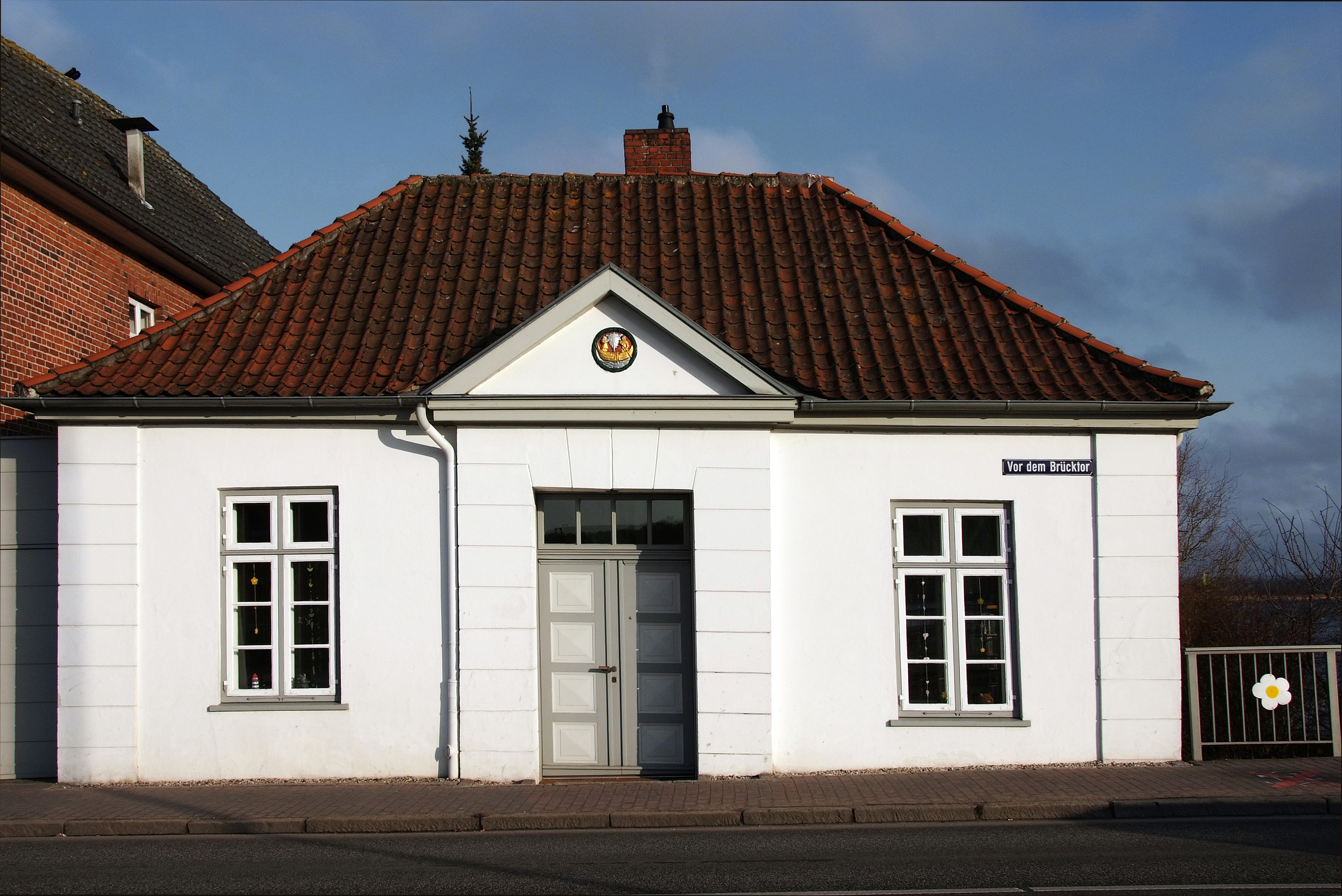
Das Brückengeldeinnehmerhaus vor der Hafenbrücke
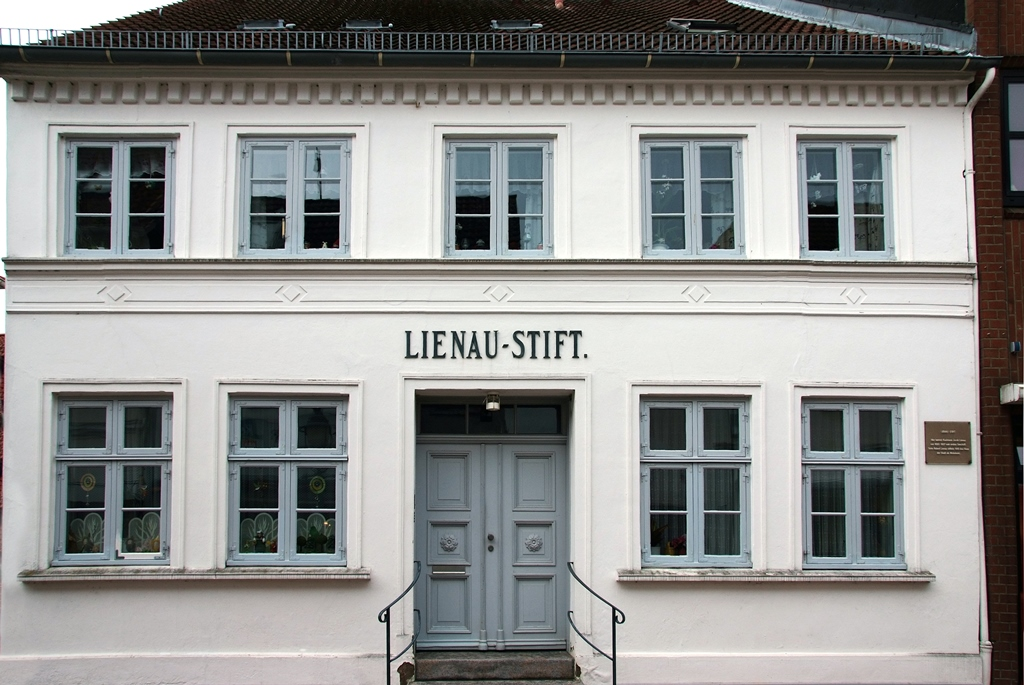
Das Lienaustift in der Kremper Straße
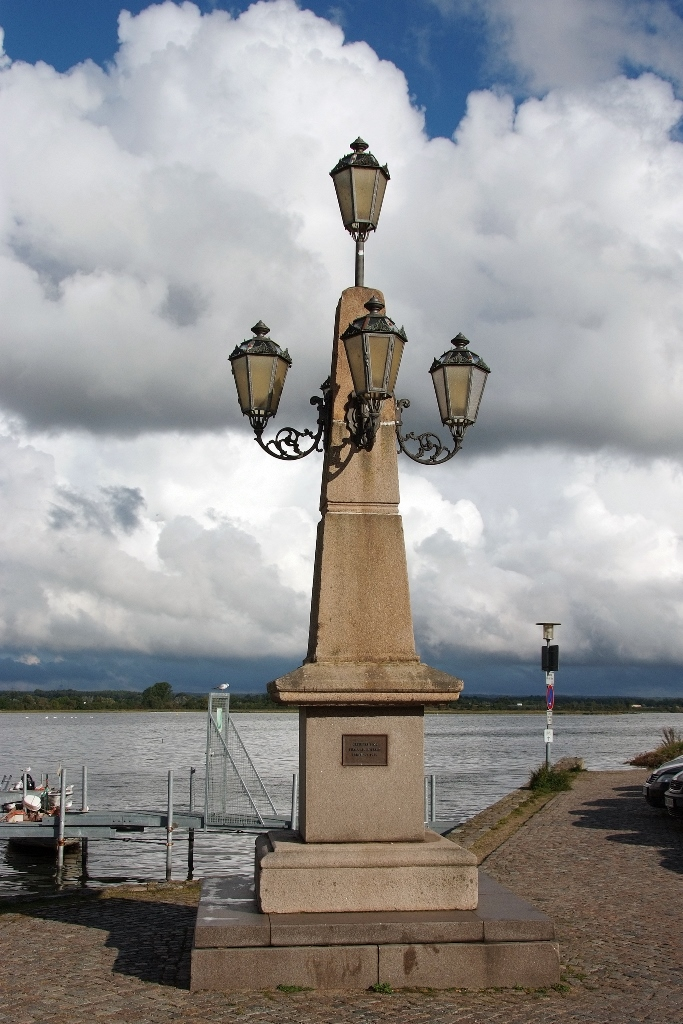
Der Marktkandelaber steht heute am Binnenwasser, nahe dem Pagodenspeicher.
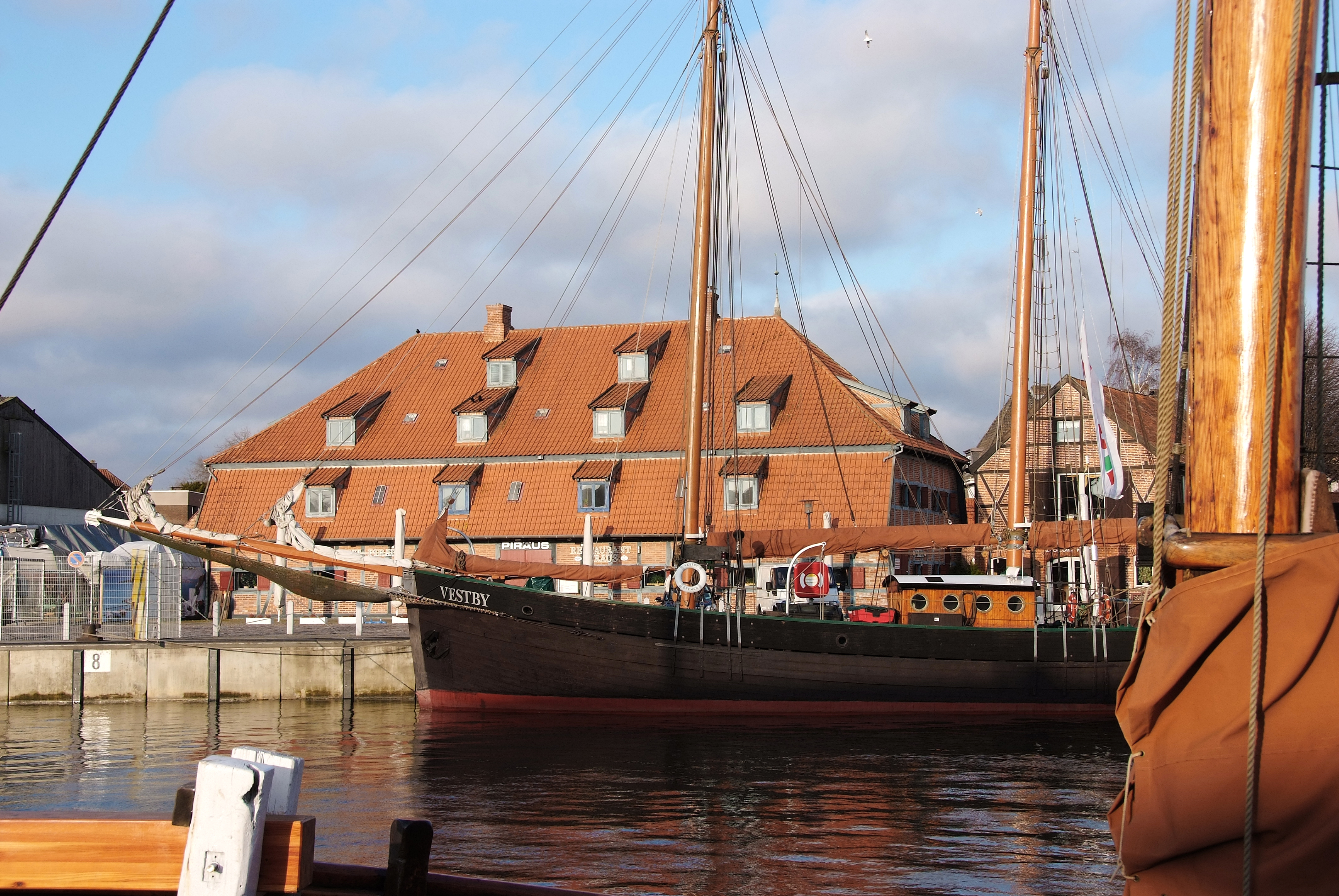
Hornscher Speicher; am Hafen gelegener früherer Kornspeicher, gebaut 1824; davor die Traditionsjacht Vestby
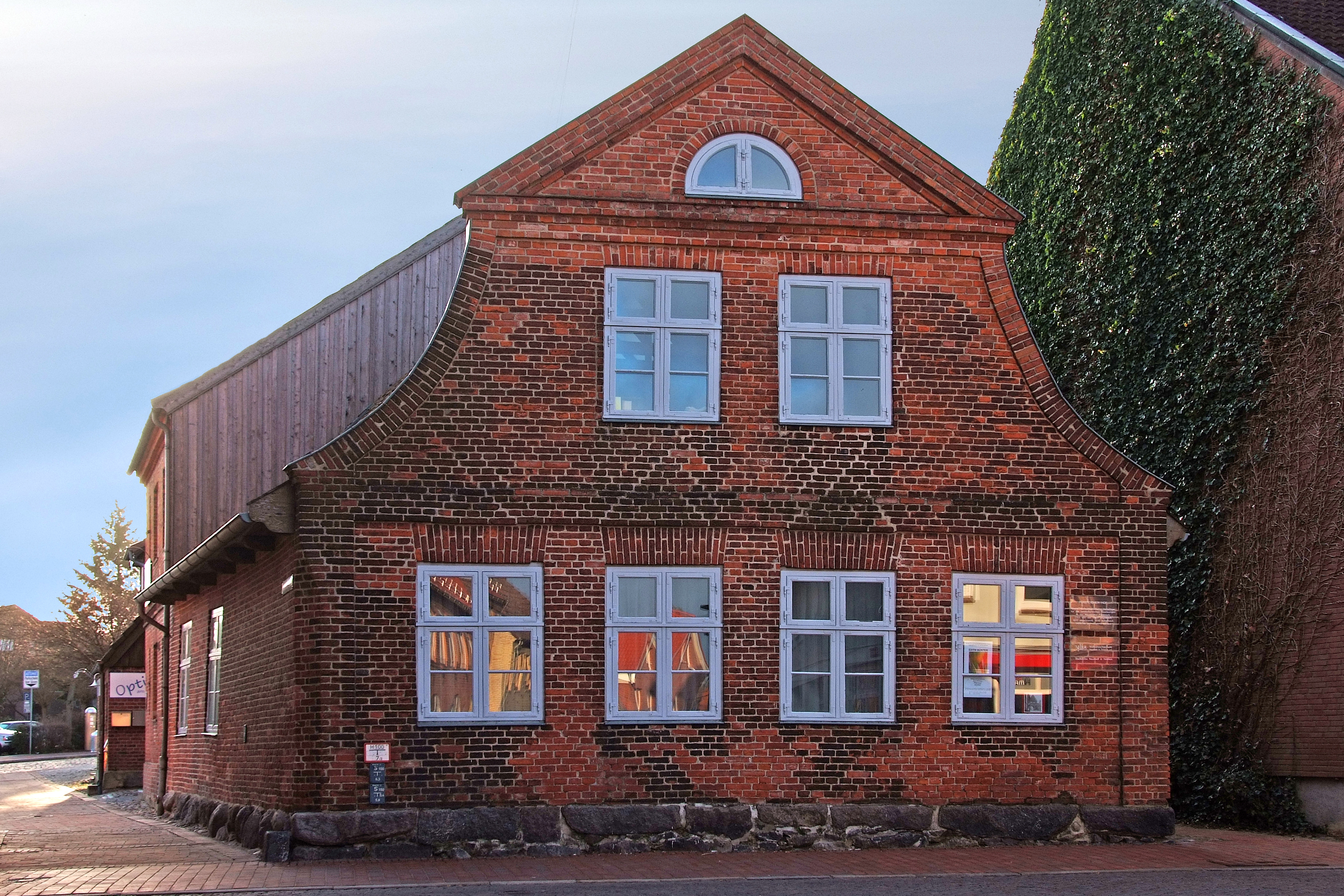
Ehemals Fürstlicher Hof einer landwirtschaftlichen Anlage. Heute nutzen die Volkshochschule und das Stadtarchiv diese Räume.

### Museen

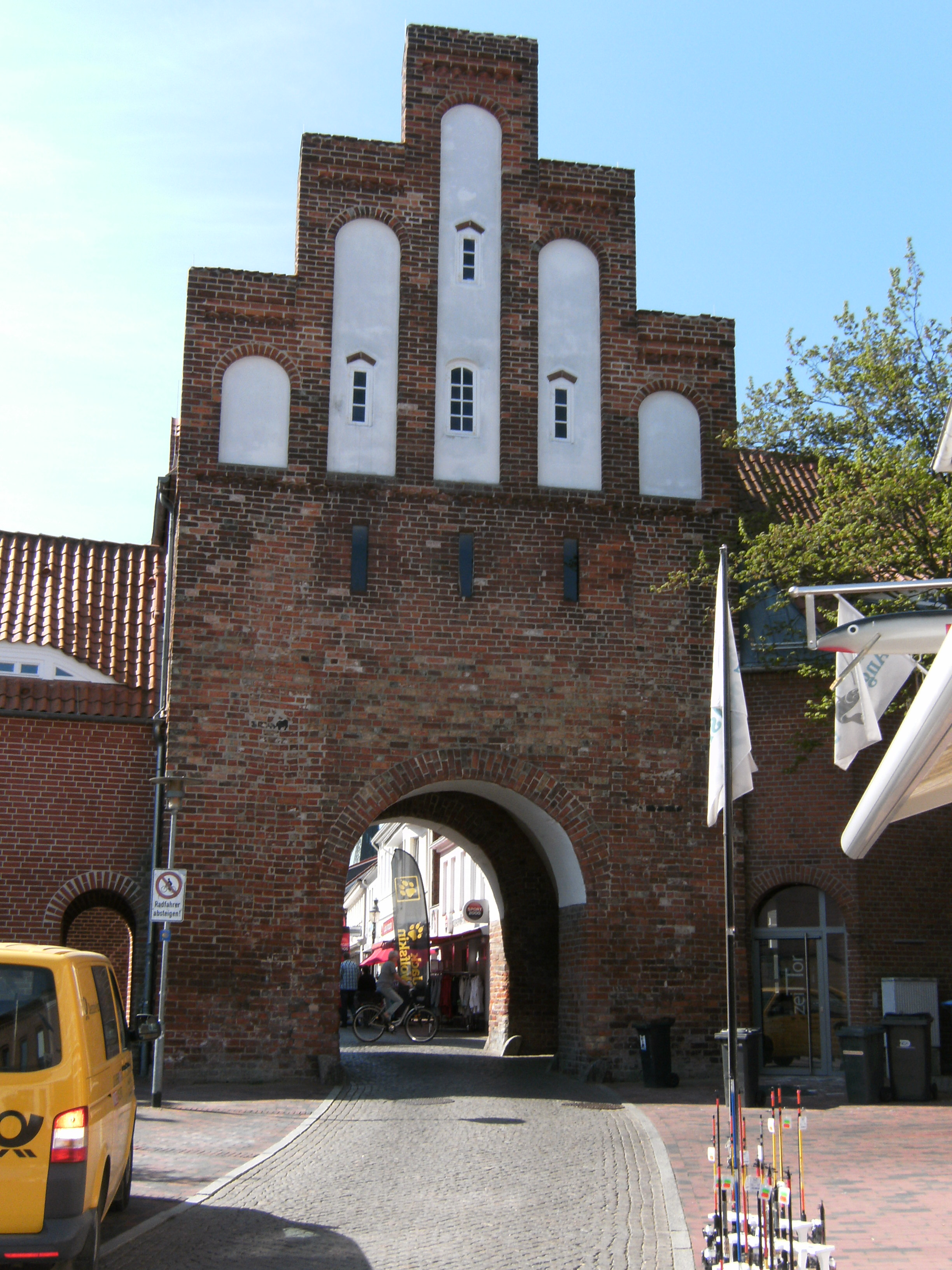
Kremper Tor in Neustadt in Holstein von Norden aus gesehen

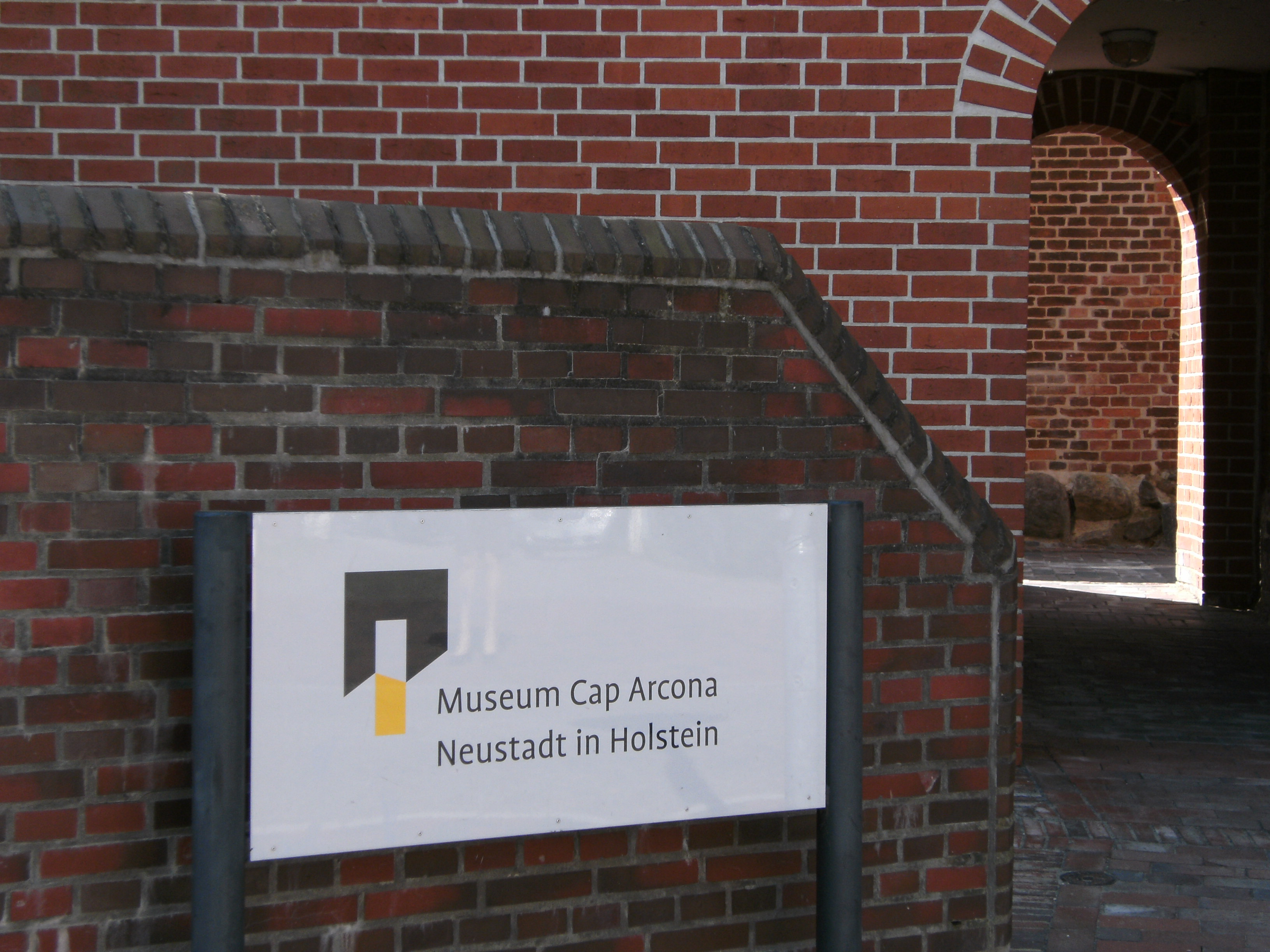
Hinweis am Kremper Tor auf das Cap-Arcona-Museum

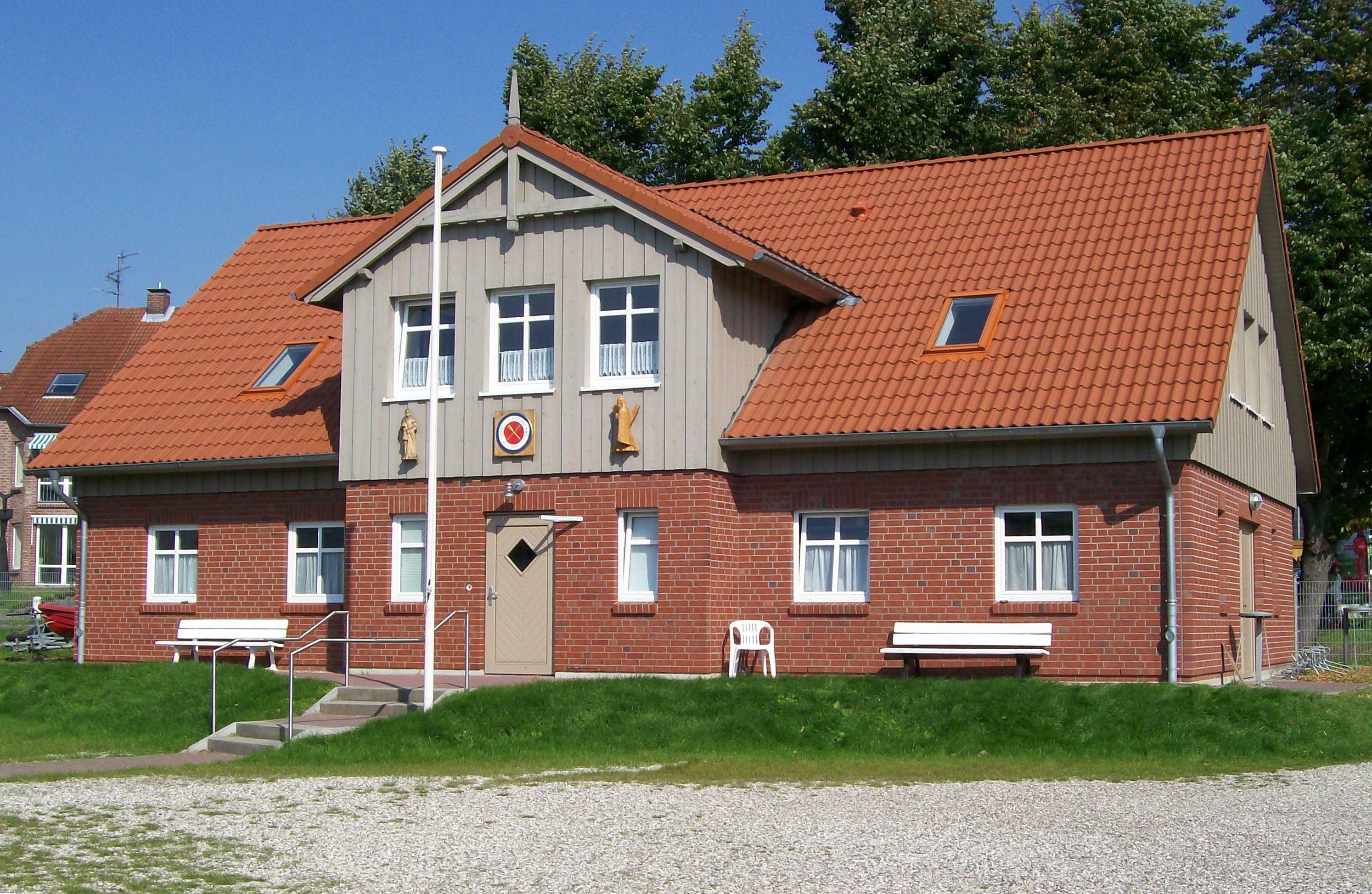
Fischereimuseum im Gebäude des Neustädter Fischeramts von 1474

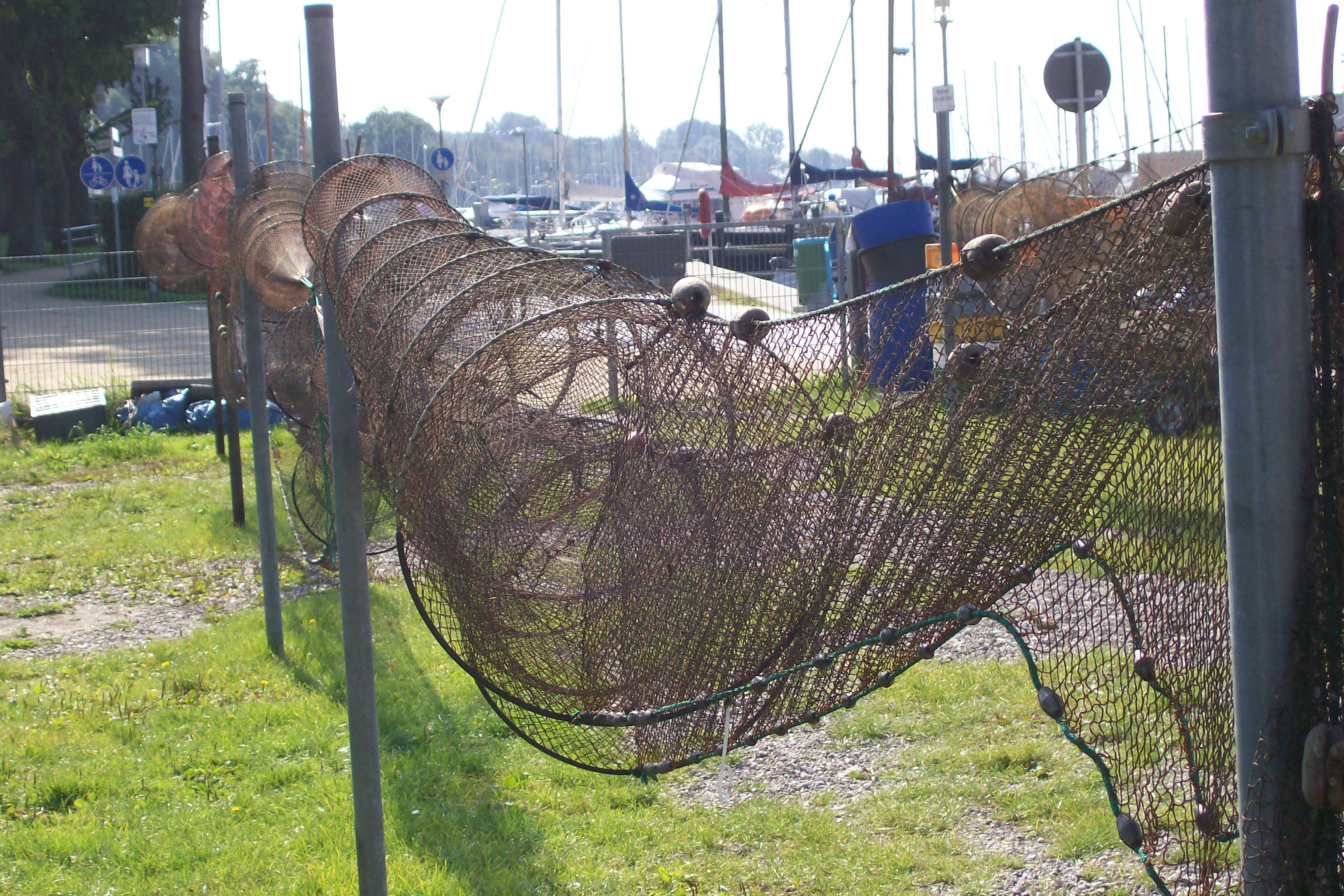
Fischreusen auf dem Gelände des Fischeramts

Das Heimatmuseum zeiTTor hieß vorher Ostholstein-Museum in Neustadt in Holstein und befindet sich seit 1908 im Kremper Tor. Allerdings existiert das Kremper Tor schon seit der Stadtgründung im Jahr 1244. Das Museum beherbergt unter anderem eine Ausstellung über das Leben der Menschen in Neustadt vor 7000 sowie vor 50 Jahren. Das zeiTTor wurde von der Tourismus-Agentur Schleswig-Holstein als familienfreundliche Einrichtung zertifiziert, da es für Kinder viele Mitmachmöglichkeiten, Aktionsbereiche und Exponate „zum Begreifen“ bietet. Außerdem gelangt man durch das zeiTTor in das Museum Cap Arcona.
Das Cap-Arcona-Museum wurde 1990 anlässlich des 45. Jahrestages des Cap-Arcona-Unglücks eröffnet. Es besteht aus zwei Räumen, die durch den Haupteingang des Museums zeiTTor zu erreichen sind. In der Ausstellung befinden sich Originalstücke des versenkten Schiffes. Zudem wird der Hintergrund der Katastrophe näher erläutert sowie die Situation Neustadts gegen Kriegsende. Außerdem erhält man dort Information zu den Gedenk- und Grabstätten der Opfer des Cap-Arcona-Unglücks.
Das Fischereimuseum befand sich am Netztrockenplatz des Neustädter Hafens. Es dokumentierte die Geschichte des Fischereiamts Neustadt, das seit 1474 existiert und somit das älteste Fischereiamt Deutschlands ist. Außerdem berichtete es über die Entwicklung des Fischfangs in Neustadt und Umgebung. Das Museum ist dauerhaft geschlossen. (Stand:2024)
Von 2005 bis 2015 existierte das Fanmuseum Küstenwache. Hier wurde neben Fotos, Drehplänen und Hintergrundinformationen eine Vielzahl von Requisiten gezeigt, die in der (in Neustadt gedrehten) TV-Serie Küstenwache verwendet worden waren.

### Stadtbücherei
Die Stadtbücherei Neustadt in Holstein ist Mitglied der Büchereizentrale Schleswig-Holstein und verfügt über einen Bestand von ca. 40.000 Medien.

### Neustädter Kunstkilometer
Der Fußweg am unteren Jungfernstieg am Ostufer des Hafens wurde 2005 zu einer Promenade ausgebaut. Längs der Promenade wurde der Neustädter Kunst-Kilometer eingerichtet. Die Stadt gibt dort schleswig-holsteinischen Künstlern Gelegenheit, Skulpturen und Installationen im öffentlichen Raum zu präsentieren. 2023 waren vierzehn Kunstwerke von acht verschiedenen Urhebern vorhanden, darunter Möwen aus weißem Marmor von Pierre Schumann und Strömung aus Anröchter Dolomit von Jochen Schumann. Mit einem weiteren Kunstwerk soll diese Präsentation vorerst abgeschlossen werden.

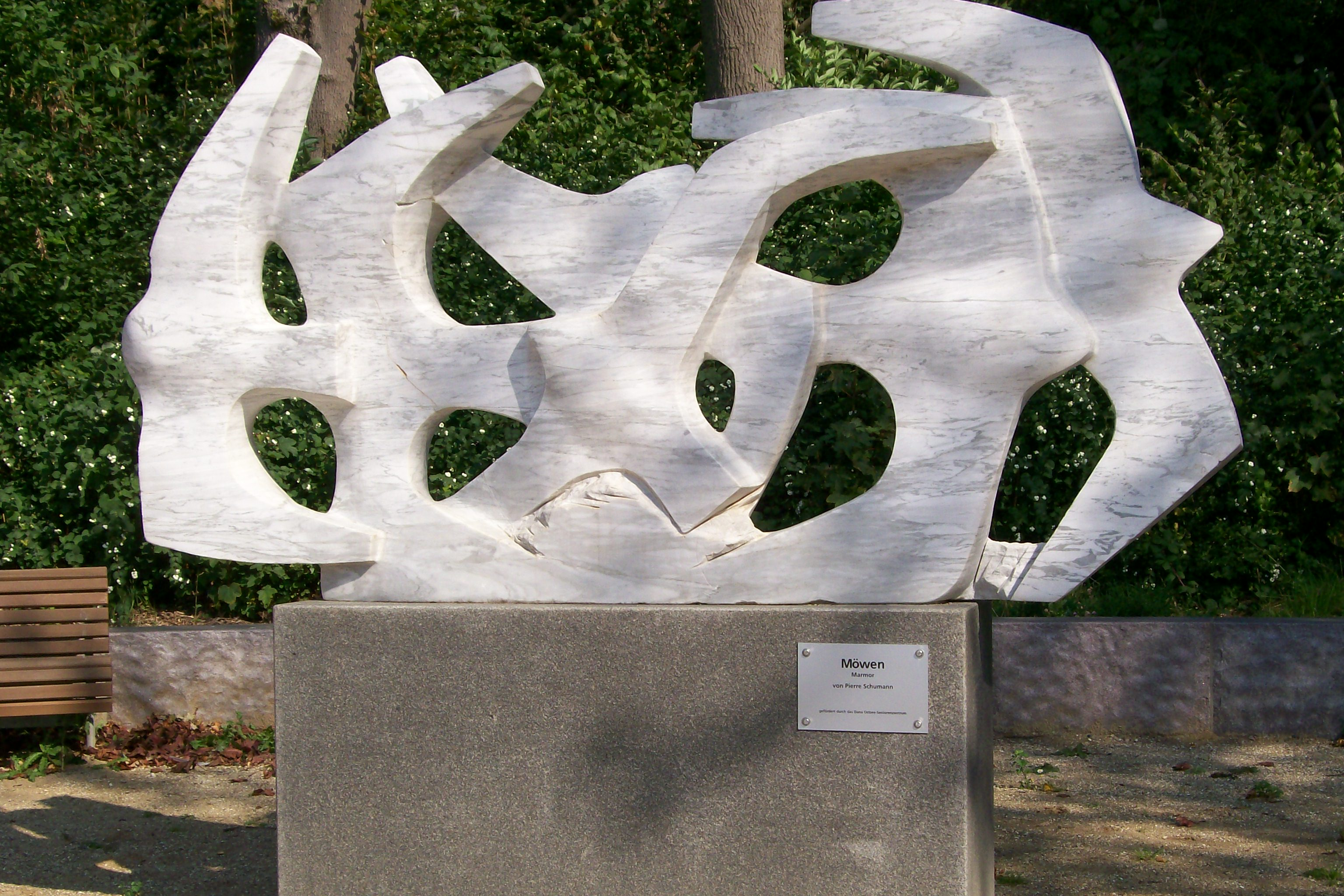
Möwen von Pierre Schumann
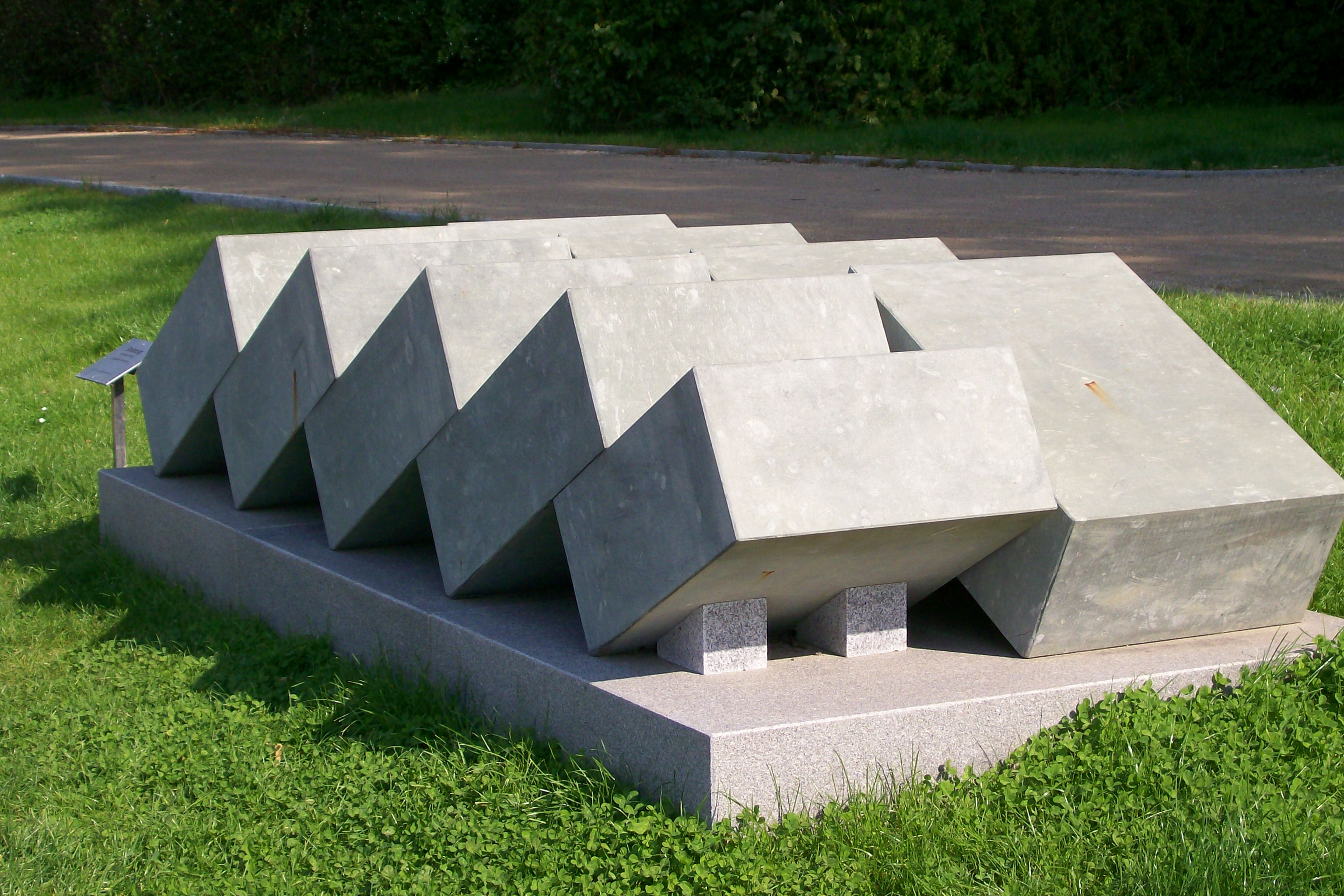
Strömung von Jochen Schumann

### Kirchen und kirchliche Einrichtungen

#### Kirchen
- Hospitalkirche (evang.-luth.), Am Hafen
- Stadtkirche (evang.-luth.), Kirchenstraße
- St. Johannis (röm.-kath.), Danziger Straße
- Neuapostolische Kirche, Ziegelhof
- Freie evangelische Gemeinde (FeG), Am Binnenwasser
- Adventsgemeinde, Fischerstraße

#### Friedhöfe
Auf den meisten der Neustädter Friedhöfe sind Opfer der Cap-Arcona-Bombardierung beigesetzt.

##### Anstaltsfriedhof
Eine kulturelle Besonderheit ist der ehemalige Friedhof der Provinzial Irren- und Heilanstalt Neustadt in Holstein (später Landeskrankenhaus Neustadt i. H.). Auf dem 1895/96 angelegten Anstaltsfriedhof am Parkweg (Galgenberg) wurden in den 1930er und 1940er Jahren Opfer des NS-Euthanasierungsprogramms, später auch weitere Kriegsopfer beigesetzt (s. Ereignis Cap Arcona). Ein Gedenkstein und Grabplatten erinnern an die Opfer von der Cap Arcona.

##### Evangelischer Nord- und Südfriedhof

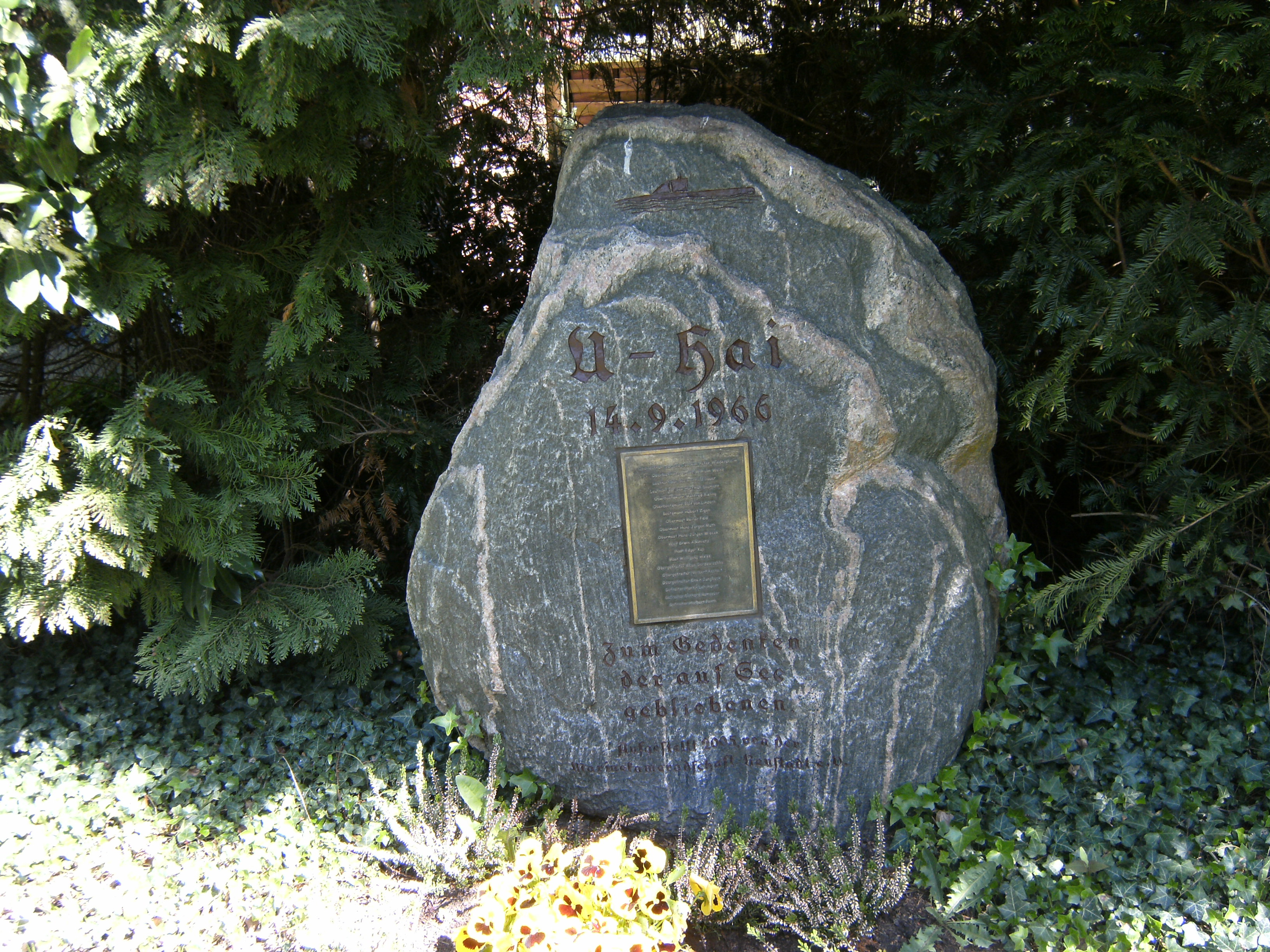
Gedenkstein auf dem evangelischen Südfriedhof in Neustadt in Holstein an den Untergang des U-Boots Hai

Der evangelische Nordfriedhof und der Evangelische Südfriedhof liegen an der Kirchhofsallee, etwa 1 Kilometer östlich des Marktes, und werden durch die Kirchhofsallee getrennt.
Im Nordfriedhof befindet sich ein Massengrab mit Namenstafeln für ausländische Tote der Jahre 1945 bis 1950.
Im Südfriedhof befinden sich ein Gedenkstein für die Toten des Untergangs des U-Boots Hai und eine Kriegsgräberstätte des Zweiten Weltkriegs mit etwa vier Meter hohem Holzkreuz und Namenstafeln.

##### Ehrenfriedhof Cap Arcona

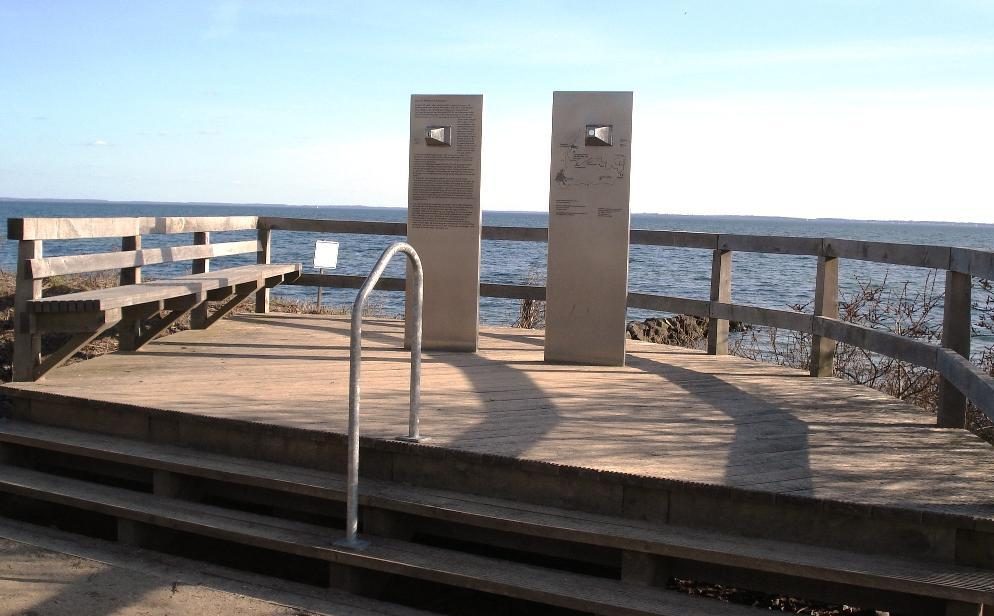
Informationsstelen an der Promenade von Neustadt beim Ehrenfriedhof Cap Arcona

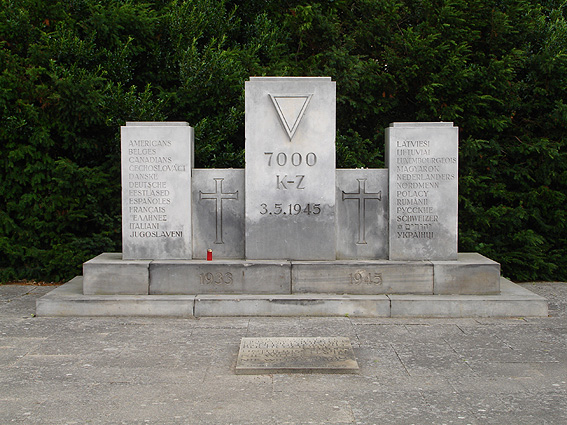
Cap-Arcona-Denkmal auf dem Ehrenfriedhof Cap Arcona in Neustadt/Holstein

Am Ortsrand von Neustadt liegt an der Promenade Richtung Pelzerhaken, direkt am Ufer der Neustädter Bucht, der Ehrenfriedhof Cap Arcona, auf dem 621 der Opfer der Katastrophe vom 3. Mai 1945 in Massengräbern bestattet worden sind. Ein Gedenkstein nennt die Gesamtzahl von 7000 Opfern und die Nationalitäten der Opfer (Lage).

##### Jüdischer Friedhof

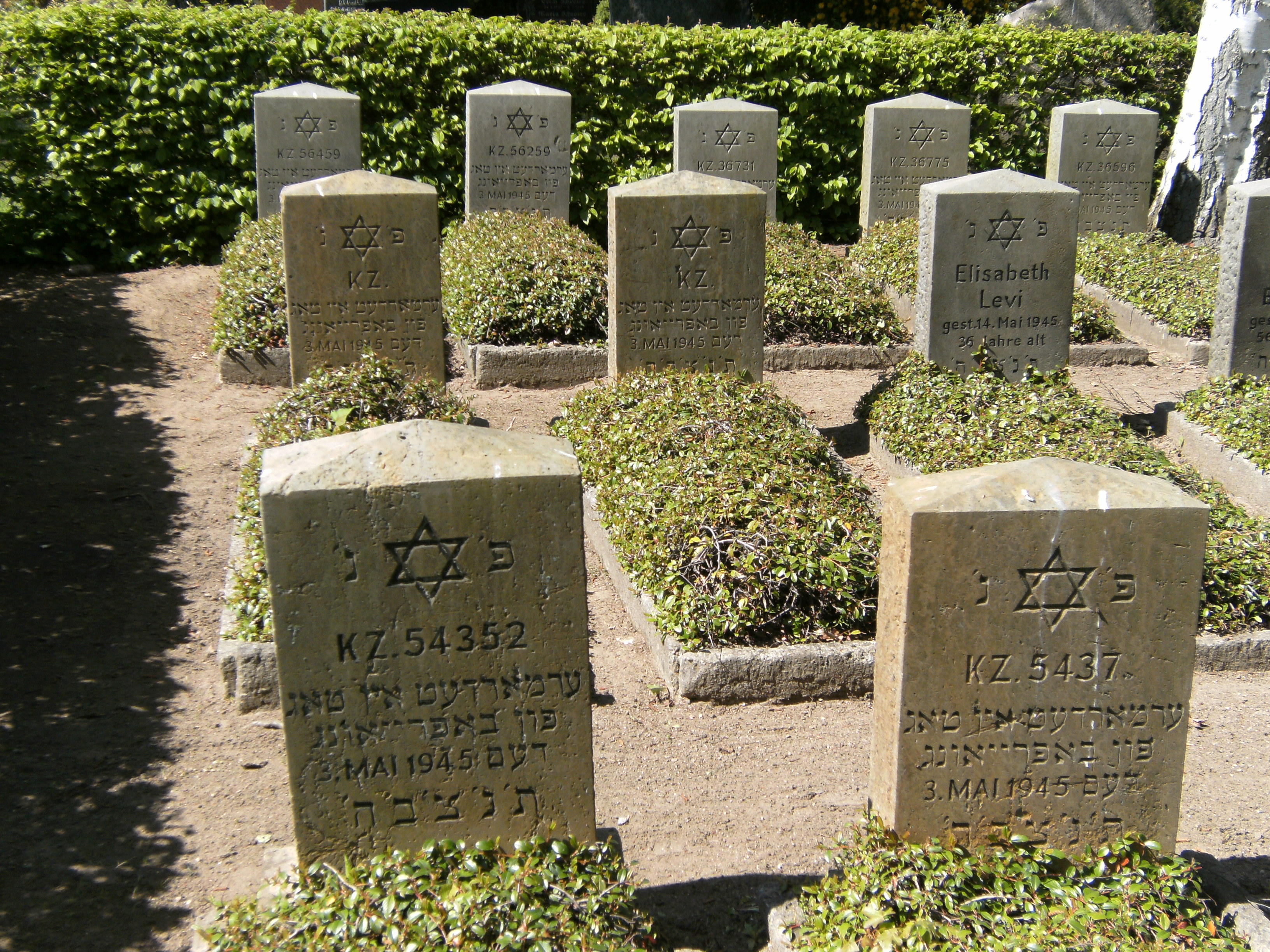
Jüdischer Friedhof am Grasweg in Neustadt in Holstein für 100 jüdische Opfer in der Zeit vom 3. Mai 1945 bis 1947

Beim jüdischen Friedhof in Neustadt in Holstein handelt es sich um einen in den Jahren 1945 bis 1947 als separater Teil des evangelischen Südfriedhofes belegten Begräbnisplatz, auf dem ehemalige KZ-Häftlinge bzw. Displaced Persons beigesetzt wurden. Der Zugang ist vom Grasweg aus (Lage). Die offizielle Einweihung des Friedhofes fand am 5. Januar 1947 statt. Die deutsche Inschrift auf dem zentralen Gedenkstein dokumentiert, dass die meisten der hier Beigesetzten am 3. Mai 1945 verstarben, dem Tag der Befreiung von Neustadt durch das Britische Militär. Am 3. Mai – noch vor der Bombardierung der Cap Arcona – waren Häftlinge des KZ Stutthof an Land erschossen worden. Die in den folgenden beiden Jahren Verstorbenen waren Insassen des großen DP-Lagers für ehemalige KZ-Häftlinge, das in dieser Zeit in Neustadt bestand. Viele der Insassen starben an den Folgen der erlittenen gesundheitlichen Schäden während der KZ-Zeit. Auf dem Friedhof wurden etwa 100 Beisetzungen vorgenommen. Die Grabsteine datieren vom 3. Mai 1945 bis 1947.

### Regelmäßige Veranstaltungen
- Neustadt veranstaltet seit 1951 alle drei Jahre (bis 1960 jährlich[42]) das Europäische Folklore-Festival, das vor 2004 als Europäische Volkstums- und Trachtenwoche bezeichnet wurde.
→ Hauptartikel: Europäisches Folklore-Festival
- Bis 2015 fand jährlich die von der Stadt Neustadt geförderte Neustädter Chorakademie unter der Leitung renommierter deutscher Chordirigenten statt. Gastgebender Chor war der Neustädter Kammerchor. Die Ergebnisse wurden in einem musikalischen Gottesdienst in der Stadtkirche präsentiert.
- Im Jahr 2024 fand zum fünften Mal die Europäische Skulpturen-Triennale statt. Schirmherr der Veranstaltung war der ehemalige Landrat des Kreises Ostholstein, Reinhard Sager. Zuvor war der frühere schleswig-holsteinische Ministerpräsident Björn Engholm Schirmherr gewesen. Bildhauerinnen und Bildhauer von internationalem Ruf schufen Skulpturen aus Granitfindlingen. Interessierte Zuschauer konnten die Künstler bei der Arbeit in ihrem Freiluft-Atelier am Hafen beobachten. Die geschaffenen Skulpturen werden dauerhaft im Stadtbereich aufgestellt. Der Impuls für diese Veranstaltungsreihe ging vom Neustädter Kunstkilometer aus.[43]
- Im Wechsel mit dem Europäischen Folklore-Festival und der Europäische Skulpturen-Triennale findet seit 2014 im Drei-Jahres-Rhythmus die Sommernacht der Kulturen statt.[44]
- Die Stadt Neustadt veranstaltet unter dem Namen Theater in der Stadt in der 50. Spielzeit (2024/2025) Aufführungen von Tourneetheatern in den Genres Schauspiel, Boulevardkomödie und Komödie. Außerdem bietet die Stadt seit 1987 im Rahmen der Neustädter Kulturmatinee Lesungen (auch auf Plattdeutsch), Kabarett, Puppenspiele, Zaubermatineen, Konzerte, Weihnachtsveranstaltungen und Rezitationen an.[45] Die Veranstaltungen finden in der Regel im Theatersaal an der Jacob-Lienau-Schule statt.

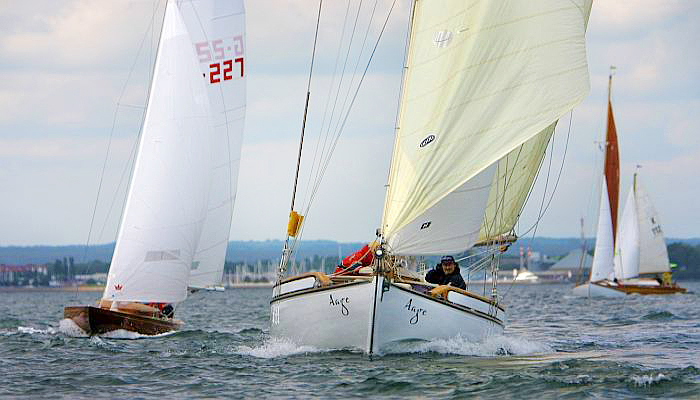
Jährliche „Max-Oertz-Regatta“, hier 2009

- Alljährlich im Mai findet im Neustädter Hafen und auf der Lübecker Bucht die Max-Oertz-Regatta mit klassischen Segelyachten statt.
- Von Juni bis September veranstalten die evangelisch-lutherische Kirchengemeinde Neustadt und die Stadt Neustadt den Neustädter Musiksommer. Diese Konzertreihe präsentiert zwischen sieben und neun klassische Konzerte mit namhaften nationalen und internationalen Vokal- und Instrumental-Künstlern; sie fand 2016 zum zehnten Mal statt.[46]
- An jedem letzten Freitag im Monat finden seit Januar 2010 in der Stadtkirche Neustadt in Holstein um 11 Uhr halbstündige Neustädter Marktmusiken statt; am 27. April 2018 bereits zum 100. Mal.[47] Studierende der Musikhochschulen Lübeck oder Hamburg konzertieren an der Orgel; der Eintritt ist frei.[48]
- An jedem Adventssonnabend findet auf dem Marktplatz der „Meer“chenwald statt.
- Jedes Jahr im Juli findet seit 1992 das Karate-Sommerlager statt, ausgerichtet vom Dojo Jiyu Neumünster
- Jährliche Gogenkrog-Ausstellung
- Alljährlich im Sommer findet das Fischeramtsfest auf dem Netztrockenplatz am Hafen statt.
- dienstags und freitags findet ganzjährig auf dem Marktplatz von 8 bis 13 Uhr ein Wochenmarkt statt, der von Erzeugern und Händlern aus Neustadt und der Region beschickt wird.[49]

### Vereine
In Neustadt in Holstein gibt es 108 Vereine. Der wohl bekannteste und größte Verein ist der TSV Neustadt in Holstein mit rund 1600 Mitgliedern, den Sparten Fußball, Handball, Turnen, Kinderturnen, Leichtathletik, Judo, Radsport, Volleyball, Basketball, Wandern, Modern Arnis, Aikidō, Karate, Boxen, Boule, Tajiquan und Großtrampolin. Weitere Sportvereine sind
- der Tennisclub Grün Weiß e. V. Neustadt mit sechs direkt an der Ostsee gelegenen Tennisplätzen, einer Übungswand und einem Clubhaus. Der Verein hat rund 280 erwachsene und über 100 jugendliche Mitglieder.
- der Karate Dojo Itosu Neustadt e. V. mit etwa 80 Karatekas. Seit über zehn Jahren wird im Dojo traditionelles Shōtōkan Karate gelehrt.
- der Neustädter LC e. V. von 1962. Er bietet eine Auswahl an zehn verschiedenen Sportarten und ist nach dem TSV Neustadt der zweitgrößte Verein.
- die HSG Ostsee N/G, eine Handballspielgemeinschaft der Gemeinden Neustadt und Grömitz, deren erste Herrenmannschaft seit der Saison 2018/19 in der 3. Liga spielt.

### Naturschutz und Bürgerinitiativen
Um den Naturschutz im Raum Neustadt in Holstein kümmert sich der Bund für Umwelt und Naturschutz Deutschland (BUND). Das größte Projekt des BUND ist das Umwelthaus Neustädter Bucht. Das Hauptgebäude dieses im Mai 1991 gegründeten Umwelthauses wurde bis Anfang 1991 für ein Jugendaufbauwerk genutzt. Es wurde von engagierten Lehrern, Eltern und Politikern gegründet. Man möchte eher jüngere Kinder ansprechen und diese für die Natur sensibilisieren, so dass diese selbst ein Gespür für sich und die Natur entwickeln. Die Einrichtung hat drei Festangestellte und wird vom BUND betreut. Außerdem wird ein FöJ (freiwilliges ökologisches Jahr) angeboten.
Die Bürgerinitiative für ein besseres Müllkonzept in Ostholstein e. V. gründete sich, nachdem bekannt wurde, dass der Zweckverband Ostholstein (ZVO) die Verbrennungskapazität seines Müllheizkraftwerkes im Industriegebiet westlich der Stadt Neustadt von 80.000 t pro Jahr auf 140.000 t erweitern wollte. Die BI trat dafür ein, die Anlage am vorhandenen Standort nicht auszubauen und mobilisierte Widerstand in der Öffentlichkeit gegen die ZVO-Planungen. Im Planfeststellungsverfahren für die Anlagenerweiterung erhoben daraufhin mehr als 5000 betroffene Einzelpersonen Einwendungen.
Unter dem Eindruck des Widerstandes in der Bevölkerung stellte sich auch die Stadt Neustadt gegen die ZVO-Planungen und klagte gegen die Teilgenehmigung des Landesamtes für Landwirtschaft, Umwelt und ländliche Räume für die Erweiterung des Müllheizkraftwerkes. Das Oberverwaltungsgericht Schleswig hob am 2. Februar 2010 die Teilgenehmigung auf. Ein halbes Jahr nach der Gerichtsentscheidung gab der ZVO bekannt, dass er auf die Erweiterung seines Müllheizkraftwerkes verzichten wolle. Die Bürgerinitiative löste sich in der Folge auf.

### Sportstätten
Die meisten Sportstätten Neustadts liegen am Gogenkrog. Sie bestehen aus der Gogenkroghalle und dem Gogenkrogplatz mit einem Rasen- und Kunstrasenplatz, einer Weitsprung- und Kugelstoßanlage, einer 400-m-Tartanbahn sowie Schießständen. Im Stadtgebiet gibt es ferner Fitnessstudios.

## Persönlichkeiten
- Claus Reimers (1620–1671), Schiffswerft-Betreiber, für seine Verdienste für die Stadt wurde sein Name auf dem großen Messing-Kronleuchter der Stadtkirche eingraviert.
- Johannes Langemack, auch Langemak (1655–1712), ev.-lutherischer Pfarrer und Kirchenlieddichter
- August von Krohn (1781–1856), holsteinischer Generalmajor und Kriegsminister
- Jacob Lienau (1798–1884), Neustädter Kaufmann, wurde 1878 zum ersten Ehrenbürger Neustadts ernannt
- Cay Dietrich Lienau (MdR) (1821–1878), Kaufmann und Politiker in Lübeck
- Wilhelm Valentiner (1830–1893), Badearzt
- Adam Krah (1837–1909), Präsident des Oberlandesgerichts Celle
- Robert Emil Lienau (1838–1920), Musikverleger
- Christian Marth (1840–1914), Hauptpastor an St. Marien in Lübeck
- Magnus Schlichting (1850–1919), Architekt der sich in der Provinz Schleswig-Holstein betätigte, insbesondere in Neumünster und Flensburg
- Adam Hölbing (1855–1929), Moritatenschilder- und Schaustellermaler
- Friedrich Witt (1863–1914), evangelisch-lutherischer Theologe, Kirchenhistoriker
- Robert Heinrich Lienau (1866–1949), Musikverleger
- Max Oertz (1871–1929), Yachtkonstrukteur, Aeronaut und Erfinder
- Wilhelm Heydorn (1873–1958), Theologe, Heilpraktiker und Lehrer
- Heinrich Bornhövd (1879–1960), Politiker (DVP), Reichstagsabgeordneter.
- Carl Schröter (1887–1952), Politiker (DVP, CDU), MdB, MdL (Preußen, Schleswig-Holstein)
- Wilhelm Schow (1896–1946), Landeshauptmann der Provinz Schleswig-Holstein
- Willi Koch (1903–1968), Zeitungsverleger und Politiker (CDU), Mitglied des Landtags von Schleswig-Holstein, Bürgermeister von Kiel
- Heinrich Hallbauer (1905–1988), Richter
- Heinz Burmeister (1913–1972), Kaufmann, Politiker (FDP), Abgeordneter im Landtag von Schleswig-Holstein
- Ernst-Otto Schlöpke (1922–2011), niederdeutscher Schriftsteller
- Adolf Clasen (1923–2016), Klassischer Philologe und Lübecker Stadthistoriker
- Kay Hoff (1924–2018), Schriftsteller
- Uwe Erich (1937–2023), deutscher Fußballspieler
- Ulrich Welsch (* 1940), Arzt und Biologe, Professor für Mikroskopische Anatomie in München
- Frieder Henf (* 1943), Jurist, Staatssekretär a. D.
- Elisabeth Plessen (* 1944), Schriftstellerin
- Harald Schliemann (* 1944), Jurist und Politiker, ehemaliger Justizminister in Thüringen (CDU)
- Uta Boockhoff-Gries (* 1944), Architektin
- Bernd Meyer (* 1946), Volkswirt, Professor für Volkswirtschaftslehre
- Jens Rocksien (* 1946), Lehrer, Politiker (SPD), Mitglied der Hamburger Bürgerschaft
- Wulf Diepenbrock (* 1947), Agrarwissenschaftler und Hochschullehrer
- Lothar Buttkus (1947–2018), Stadionsprecher und DJ
- Vicke von Behr-Negendanck (* 1949), Erzoberlenker der Christengemeinschaft
- Gerd Wachowski (* 1950), Organist, Kirchenmusiker und Hochschullehrer
- Marie-Louise von Plessen (* 1950), Kulturhistorikerin, Schriftstellerin und Museologin
- Silke Göttsch-Elten (* 1952), Volkskundlerin
- Angelika Löber (* 1969), Politikerin (SPD), MdL (Hessen)
- Frank Cordes (* 1971), Handballspieler
- Kathrin Oxen (* 1972), evangelische Theologin
- Ann-Katrin Schröder (* 1973), Journalistin und Fernsehmoderatorin
- Karina Reiß (* 1974), Biochemikerin
- Rixa Kleinschmit (* 1981), Politikerin (CDU), Abgeordnete im Landtag von Schleswig-Holstein
- Natalie Zimmermann (* 1982), Kampfsportlerin, Box-Weltmeisterin und Fitnesstrainerin
- Ulrich Burdack (* 1982), Opernsänger
- Tobias von der Heide (* 1984), Politiker (CDU)
- Sarah Eichler (* 1987), Volleyball- und Beachvolleyballspielerin